# Rox et Rouky
Vous lisez un « article de qualité » labellisé en 2024.
Cette page contient des caractères spéciaux ou non latins. S’ils s’affichent mal (▯, ?, etc.), consultez la page d’aide Unicode.
Pour l’article homonyme, voir Rox et Rouky (chanson).
Série Classiques d'animation Disney
Les Aventures de Bernard et Bianca
(1977) Taram et le Chaudron magique
(1985)
Série Rox et Rouky
Rox et Rouky 2
(2006)
Pour plus de détails, voir Fiche technique et Distribution.
Rox et Rouky (The Fox and the Hound) est le 31e long-métrage d'animation et le 24e « Classique d'animation » des studios Disney. Sorti en 1981, il est tiré du roman Le Renard et le Chien courant (1967) de Daniel P. Mannix.
La production de Rox et Rouky débute au printemps 1977, avant la sortie des Aventures de Bernard et Bianca. Rox et Rouky marque la dernière participation des animateurs vétérans Ollie Johnston et Frank Thomas. Le film connaît une production difficile : les démissions de Don Bluth et de son équipe d'animateurs, en 1979, obligent les studios Disney à repousser la sortie du film de Noël 1980 à l'été 1981, et mènent à la décision du studio d'édulcorer le scénario. Une nouvelle génération d'animateurs prend la relève : elle sera à l'œuvre quelques années plus tard avec la Renaissance Disney.
Rox et Rouky rencontre un succès financier mais reçoit un accueil mitigé de la part de la critique, qui apprécie l'animation tout en considérant que le film n'est pas assez révolutionnaire. L'un de ses reproches est l'absence de méchant caractérisé dans le scénario. Le film aborde la question de la moralité de la chasse et donc du mouvement anti-chasse. Une suite intitulée Rox et Rouky 2 sort directement en vidéo en 2006.

## Synopsis
Rox, un renardeau, se retrouve orphelin et la chouette Big Mama, le moineau Dinky et le pic vert Piqueur essaient de lui trouver une maison. Ils réussissent à ce qu'une brave fermière, la veuve Tartine, le recueille et le baptise Rox. Mais à proximité, Amos Slade, un vieux chasseur, achète un jeune chien de chasse qu'il nomme Rouky. Slade le confie à son vieux chien de chasse Chef, qui est d'abord ennuyé par ce nouveau venu, mais apprend à l'apprécier et à le former à la chasse. Le renard et le chiot, plus ou moins du même âge, se lient d'amitié. Rox et Rouky se jurent d'être amis pour la vie et passent beaucoup de temps à s'amuser. Amos Slade désapprouve le comportement de Rouky et le punit en l'attachant à une laisse. Jouant malgré tout avec Rouky malgré la laisse et son tonneau, Rox réveille Chef. Amos et Chef poursuivent Rox jusqu'à ce que la veuve Tartine les arrête, le renardeau s'étant réfugié dans ses jupons. Après un échange violent, Amos menace de tuer Rox si le renard pénètre à nouveau dans sa ferme. À contrecœur, Rox accepte de ne plus voir Rouky. La saison de la chasse arrive et Amos emmène ses chiens dans la forêt sauvage. Pendant ce temps, Big Mama, Dinky et Piqueur tentent d'expliquer à Rox que Rouky deviendra bientôt son ennemi. Cependant, Rox insiste naïvement sur le fait que lui et Rouky resteront amis pour toujours.
Le printemps suivant, Rox et Rouky atteignent l'âge adulte. Rouky est devenu un chien de chasse expert, qui doit traquer les renards. Une nuit, Rox se faufile dans la ferme d'Amos Slade pour rendre visite à Rouky. Bien que ravi de revoir son ami, Rouky lui explique que maintenant tout a changé, qu'il est devenu un chien de chasse et que leur amitié doit cesser. Leur conversation réveille Chef, qui alerte Amos. Une poursuite s'ensuit. Rouky parvient à retrouver Rox, mais décide de le laisser partir tout en mettant Amos sur une fausse piste. Mais alors que Rox tente de s'échapper sur une voie ferrée, Chef parvient à le devancer. Il se fait cependant percuter par un train qui le fait tomber dans une rivière en contrebas et lui casse une patte. Constatant la blessure de Chef et tenant Rox pour responsable, Rouky, fou de colère, jure à son ami qu'il va le payer. Peu après cet épisode, Amos, enragé, débarque en furie chez la veuve Tartine, exigeant qu'elle lui dise où se trouve Rox. Mais celle-ci parvient à renvoyer le chasseur de chez elle. Réalisant que Rox n'est plus en sécurité avec elle, la veuve tartine décide de l'abandonner dans une réserve de chasse et lui fait des adieux déchirants. Après une nuit désastreuse seule dans les bois, Big Mama retrouve Rox et le présente à Vixy, une renarde qui l'aide à s'adapter à la vie sauvage dans la forêt. Une relation amoureuse se développe ensuite entre les deux renards.
Le lendemain matin, Rouky et Amos pénètrent dans la réserve, à la recherche de Rox. Ce dernier, accompagné de Vixy, part se balader dans la forêt. Cependant, quelque chose semble effrayer Vixy. Rox part en éclaireur, mais en évitant de justesse les pièges à ours, il prend la fuite avec Vixy, poursuivis par Rouky et Amos. Les deux renards se réfugient dans leur terrier, mais Rouky parvient à leur bloquer la voie d'entrée tandis qu'Amos bloque la sortie en y mettant le feu. Piégés dans leur terrier, Rox et Vixy réussissent néanmoins à traverser le feu et à s'échapper. Les deux renards parviennent à atteindre une montagne donnant sur une cascade qu'ils traversent. Juste après, Rouky et Amos arrivent, croyant que les renards se sont cachés dans un buisson. Mais leurs bruits finissent par réveiller un ours gigantesque. Amos trébuche et tombe dans l'un de ses propres pièges. Son arme est alors hors de portée. Rouky combat l'ours avec vigueur, mais il est blessé par l'animal sur un vieux tronc d'arbre. Lorsque l'ours s'apprête à porter le coup fatal à Rouky, Rox vient lui porter secours et combat l'ours jusqu'à ce qu'ils tombent tous les deux dans la cascade. Si l'ours est emporté par le courant, Rox parvient à regagner le rivage au bord de l'épuisement.
Pendant que Rouky s'approche de Rox blessé dans le lac en contrebas, Amos surgit, prêt à tirer sur le renard. Le chien de chasse se place alors devant Rox pour empêcher Amos de lui tirer dessus et refuse de s'éloigner. Amos, comprenant que Rox leur a sauvé la vie, baisse son arme et part avec son chien. Rox et Rouky confirment leur amitié avant de se séparer. À la maison, la veuve Tartine soigne Amos. Lorsque Rouky s'allonge pour faire une sieste, il sourit en se remémorant le jour où il a rencontré Rox pour la première fois. Au même moment, Vixy rejoint Rox au sommet d'une colline et ils regardent l'ancienne demeure du chien et du renard.

## Fiche technique
- Titre original : The Fox and the Hound
- Titre français : Rox et Rouky
- Réalisation : Art Stevens, Ted Berman et Richard Rich
  - Assistants réalisateurs : Don Hahn, Mark H. Hester et Terry L. Noss
- Scénario : Larry Clemmons, Ted Berman, David Michener, Peter Young, Burny Mattinson, Steve Hulett, Earl Kress et Vance Gerry d'après la nouvelle de Daniel Pratt Mannix
- Conception graphique :
  - Direction artistique : Don Griffith
  - Cadrage (Layout) : Dan Hansen, Glen V. Vilppu, Guy Vasilovich, Sylvia Roemer, Michael Peraza Jr. et Joe Hale
  - Stylisme couleur : Jim Coleman
  - Décors peints : Brian Sebern, Kathleen Swain et Daniela Bielecka
  - Aérographie : John Emerson
- Animation :
  - Supervision : Randy Cartwright, Glen Keane, Cliff Nordberg, Ron Clements, Frank Thomas et Ollie Johnston
  - Animation des personnages : Ed Gombert, Dale Oliver, Ron Husband, David Block, Chris Buck, Hendel S. Butoy, Darrell Van Citters, John Musker, Jerry Rees, Dick N. Lucas, Jeffrey J. Varab, Chuck Harvey, Phil Nibbelink, Michael Cedeno, Phillip Young
  - Animation : Brad Bird, Don Bluth, Tim Burton, Lorna Cook, Andy Gaskill, Gary Goldman, Dan Haskett, Bill Kroyer, Linda Miller, John Pomeroy, Henry Selick
  - Assistants animation : Ben Burgess, Leslie Gorin, Susan Kroyer, Harry Sabin, Tad Stones[1]
  - Animateurs non crédités : John Lasseter, Kelly Asbury, Phil Nibbelink[2],[3], Joseph Lanzisero[4], Hendel Butoy, Toby Shelton, Mike Gabriel
  - Effets d'animation: Ted Kierscey, Jack Boyd et Don C. Paul
  - Coordination animation : Walt Stanchfield, Leroy Cross, Dave Suding et Chuck Williams
  - Assistants animation-clé : Tom Ferriter et Sylvia Mattinson
  - Intervalliste : Will Finn
  - Nettoyage : Rusty Stoll
  - Caméra animation : Brian LeGrady, Rob Maine
- Son : Herb Taylor, Frank Regula (mixage ré-enregistrement, non crédité[5])
- Montage : James Melton et Jim Koford (film), Evelyn Kennedy et Jack Wadsworth (musique)
- Musique :
  - Composition et direction : Buddy Baker
  - Chansons : Richard O. Johnston, Stan Field, Jim Stafford, Richard Rich, et Jeffrey C. Patch
  - Orchestrations : Walter Sheets
- Production : Ron Miller (exécutif), Wolfgang Reitherman et Art Stevens (coproducteurs), Melvin Shaw (assistant créatif)
  - Responsables de production : Edward Hansen, Don A. Duckwall
- Société de production : Walt Disney Productions
- Société de distribution : Buena Vista Pictures Distribution
- Pays de production :  États-Unis
- Langue : anglais
- Budget : 12 000 000 USD
- Format : Couleurs - 35mm - 1,66:1 (1,75:1 étendu) - son mono (RCA Sound System)
- Durée : 83 minutes
- Dates de sortie :
  - États-Unis : 10 juillet 1981
  - France : 25 novembre 1981

Sauf mention contraire, les informations proviennent des sources concordantes suivantes : John Grant, Leonard Maltin, Mark Arnold et IMDb.

## Distribution
| - Mickey Rooney : Tod (Rox) - Keith Mitchell : Young Tod (Jeune Rox) - Kurt Russell : Copper (Rouky) - Corey Feldman : Young Copper (Jeune Rouky) - Pearl Bailey : Big Mama - Jack Albertson : Amos Slade - Sandy Duncan : Vixey (Vixy) - Jeanette Nolan : Widow Tweed (Veuve Tartine) - Pat Buttram : Chief (Chef) - John Fiedler : Porcupine (Porc-Épic) - John McIntire : Badger (Blaireau) - Dick Bakalyan : Dinky - Paul Winchell : Boomer (Piqueur) - Jack Angel : Squeak the caterpillar (la chenille) Sauf mention contraire, les informations proviennent des sources concordantes suivantes : John Grant, Dave Smith, Leonard Maltin, Mark Arnold et IMDb. | - Morvan Salez : Rox - Maïk Darah : Rox jeune - Marc François : Rouky - Jackie Berger : Rouky jeune - Paule Emanuele : Big Mama - Évelyne Voilaume : Big Mama (chant) - Jacques Deschamps : Amos Slade - José Germain : Amos Slade (chant) - Jeanine Forney : Vixy - Jane Val : la veuve Tartine - Francis Lax : Chef - Jacqueline Porel : Porc-épic - Gérard Hernandez : Blaireau - Arlette Thomas : Dinky - Roger Carel : Piqueur |

## Distinctions

### Récompenses
- Golden Screens 1982

### Nominations
- Saturn Awards 1982 : Meilleur film fantastique
- Young Artist Awards 1982 : Meilleur film
- Grammy Awards 1982 : Meilleur album pour enfants[11].

## Sorties cinéma
Sauf mention contraire, les informations suivantes sont issues de l'Internet Movie Database

### Premières nationales
- États-Unis : 10 juillet 1981
- Argentine : 23 juillet 1981
- Brésil : 18 septembre 1981
- Royaume-Uni : 22 octobre 1981
- Allemagne de l'Ouest : 13 novembre 1981
- Italie : 19 novembre 1981
- France : 25 novembre 1981
- Espagne : 27 novembre 1981
- Suède : 5 décembre 1981
- Finlande : 11 décembre 1981
- Pays-Bas : 24 décembre 1981
- Australie : 26 décembre 1981
- Hong Kong : 14 janvier 1982
- Portugal : 18 février 1982
- Norvège : 22 avril 1982
- Irlande : 26 décembre 1982
- Japon : 12 mars 1983
- Danemark : 30 juin 1985
- Chine : 31 octobre 1989

### Ressorties principales
- États-Unis : 25 mars 1988
- Suède : 26 novembre 1988, 28 juillet 1995
- Allemagne de l'ouest : 1er décembre 1988
- France : 7 septembre 1988[13]
- Italie : 9 décembre 1988
- Australie : 15 juin 1989, 4 avril 1996, 13 juin 2001
- Danemark : 30 juin 1995
- Royaume-Uni : 21 juillet 1995
- Suède : 28 juillet 1995
- Portugal : 1er septembre 1995

## Sorties vidéo
- Mars 1994 - VHS (Québec)
- 23 août 1995 (France) - VHS et LaserDisc avec recadrage 4/3 (Plein écran)
- Juillet 1997 - VHS avec recadrage 4/3
- 2 mai 2000 - VHS et DVD (Québec et États-Unis) dans la collection « classique or »
- 31 octobre 2001 - VHS et DVD avec recadrage 4/3 incluant Pluto acrobate[14]
- 10 octobre 2006 - DVD 25e anniversaire (Zone 1) avec recadrage 4/3
- 4 avril 2007 - DVD 25e anniversaire (Zone 2) avec recadrage 4/3 incluant Lambert le lion bêlant et Tends la patte
- 9 août 2011 - Blu-ray 30e anniversaire (Amérique) avec restauration et format 1.66.
- 6 juin 2012 - Blu-ray (France)[15]

## Origine et production

### Contexte du studio
Au début des années 1970, les Neuf Sages de Disney, en raison de leur âge avancé, ne sont plus actifs sur les nouvelles productions, tout comme leurs collègues aussi méritants qui ont permis de construire la réputation des studios Disney. Le studio lance alors un programme de formation d'une nouvelle génération, programme qui est, par la suite, fusionné avec le California Institute of the Arts. Quelques animateurs et artistes d'animation sont appelés pour former une nouvelle génération d'animateurs : Melvin Shaw est ainsi recruté en 1974. Le film Les Aventures de Bernard et Bianca est produit avec les trois derniers Neuf Sages encore actifs, Frank Thomas, Ollie Johnston et Milt Kahl.
Parmi la nouvelle génération d'animateurs, le plus remarqué est Don Bluth, qui se voit accorder la réalisation du moyen métrage Le Petit Âne de Bethléem (1978) avec seulement des jeunes animateurs. Durant la production des Aventures de Bernard et Bianca, un groupe d'animateurs se voit confier un projet intitulé Rox et Rouky.

### Développement du scénario

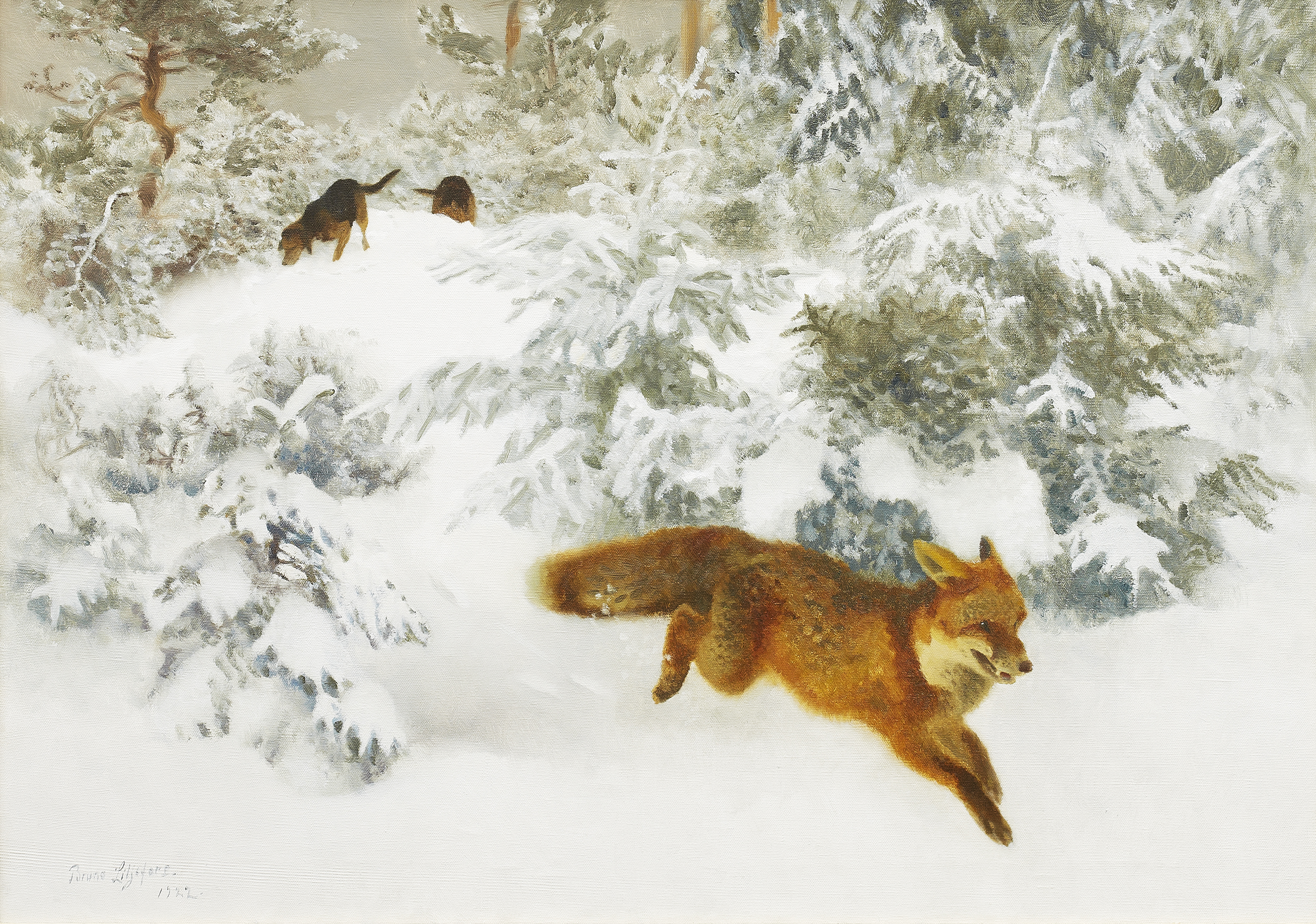
Illustration de Bruno Liljefors d'un renard et de chiens de chasse en hiver datée de 1922

Le film est une adaptation de la nouvelle de Daniel P. Mannix Le Renard et le Chien courant (1967), publié en France en 1978. Walt Disney Productions obtient les droits d'adaptation du film en mai 1967, alors que l'ouvrage reçoit le prix Dutton Animal Book Award. L'histoire retrace la vie du chien Copper et du renard Tod. Ceux-ci deviennent amis durant l'enfance avant de devenir ennemis à l'âge adulte sous le joug des hommes qui les montent l'un contre l'autre,. Wolfgang Reitherman est crédité de l'idée de faire ce film car il a lu cette histoire à son fils qui avait un chien roux. Cette proposition de scénario est similaire à celle en vigueur quand Walt Disney était encore vivant et pratiquée depuis le milieu des années 1930 pour Blanche-Neige. Parmi les autres méthodes de travail encore en vigueur, il y a la décomposition des mouvements des personnages sur des planches représentant une dizaine de secondes développées par Milt Kahl et Frank Thomas lors de la production de Bambi (1942). Le titre anglais du film, The Fox and the Hound, a failli être au pluriel, et donc intitulé The Fox and the Hounds, mais le personnage de Chef passe par la suite de plus en plus en second plan. En janvier 1977, l'acteur Mickey Rooney annonce qu'après sa participation au film Peter et Elliott le dragon (1977), il doit revenir aux studios Disney pour prêter sa voix à un renard pour un long métrage d'animation The Fox and the Hounds. Cette actualité confirme la production du film.
La production du film commence au printemps 1977,, avant la sortie des Aventures de Bernard et Bianca. Wolfgang Reitherman doit, au départ, être le réalisateur du film aux côtés d'Art Stevens, connu pour deux Oscars sur Les Instruments de musique (1953) et C'est pas drôle d'être un oiseau (1969), la séquence sous-marine de L'Apprentie sorcière (1971) et la réalisation de Les Aventures de Bernard et Bianca. Cependant, les séquences clés du film provoquent des disputes entre les réalisateurs et le producteur Ron Miller, qui soutient Stevens. Miller demande à Reitherman de laisser la place à la nouvelle équipe, mais Reitherman refuse en raison d'un manque de confiance envers les jeunes animateurs. Ted Berman et le jeune Richard Rich réalisent finalement le film avec Art Stevens. L'une de leurs premières tâches en tant que réalisateurs est d'écouter les enregistrements de dizaines d'acteurs pour les 14 personnages identifiés dans le film. C'est donc un projet américain avec une équipe en grande partie composée d'un nouveau groupe de réalisateurs et d'artistes. Le livre de Mannix étant trop violent, le scénario est édulcoré pour correspondre aux standards de Disney par une équipe de sept scénaristes. Stevens précise que les voix des acteurs choisis sont souvent enregistrées séparément en raison des difficultés de caractères et techniques rencontrées.
Les archives de Disney contiennent les esquisses de Vance Gerry pour la rencontre entre Rox et Foxy. L'idée d'une scène romantique dans les bois avec une rivière est attribuée à Mel Shaw grâce à une esquisse puis est développée par Vance Gerry. On peut y voir les différentes tentatives de mise en scène de la rencontre des deux renards pour conserver le caractère attirant de la femelle tout en ayant le héros sympathique. Gerry tente, avec des dessins simples, de traduire le romantisme de cette scène sans parole en gardant une continuité. Mel Shaw réalise plusieurs études préparatoires dont des dessins de chiens de chasse. Certaines esquisses de Gerry sont conservées durant la production sur un tableau des « bonnes planches » pour stimuler les idées pour les prochaines étapes de la production. Les éléments de décors de la scène sont conçus par Don Griffith tandis que l'animation des personnages réalisée par Glen Keane est ajoutée à l'ensemble. Les celullos sont posés au-dessus des peintures de Jim Coleman pour faire l'image finale, grâce à la caméra multiplane. Frank Thomas et Ollie Johnston dans Disney Animation : The Illusion of Life utilisent une scène du film pour expliquer la conception de l'animation en se servant de la musique comme guide. L'animateur chargé de la séquence sur laquelle les jeunes Rox et Rouky jouent dans une mare décide de présenter d'abord le renard. En raison du métronome, le chiot n'apparaît qu'à la neuvième image. Entretemps, la position des têtes respectives est définie pour aider les animateurs et assistants à dessiner chaque image.
En janvier 1979, le studio Disney prépare deux longs métrages d'animation : Rox et Rouky, prévu pour 1980, et Taram et le Chaudron magique, prévu pour 1984, le premier avec un budget de 10 millions de dollars et 15 millions pour le second. Ces valeurs peuvent être comparées à celles de 1,7 million d'USD pour Blanche-Neige en 1937 et 3 millions pour Fantasia en 1940. Le journaliste Joseph McLellan du Washington Post précise que l'époque est aux réductions de coûts dans tous les studios. À cette date, la sortie de Rox et Rouky est prévue pour Noël 1980. Wolfgang Reitherman répond aux journalistes que les films comme Pinocchio (1940) coûteraient 25 millions de dollars à la fin des années 1970 avec 750 artistes et 80 musiciens, les salaires des animateurs étant de 15 $ de l'heure.

### Un scénario cristallisant les problèmes du studio
L'apparente sérénité à l'écran cache des tensions en coulisses. À l'origine, l'histoire est bien plus sombre dans le roman que dans le film, ne comportant même aucune fin heureuse (« happy end »). À la fin du roman, Rox tue Chef puis, poursuivi par Rouky, meurt d'épuisement avant d'être achevé par le maître de Rouky. Une des principales questions concerne la survie ou non de Chef. Ollie Johnston esquisse la scène où Chef demande de l'aide, cherchant de la pitié auprès de son maître, dessins qui selon Earl Kress sont tellement appréciés que l'équipe se refuse à faire disparaître le personnage. La scène finale est construite de manière que le spectateur n'ait pas le temps de croire à la mort de Chef, blessé et gisant dans l'eau mais qui bouge presque tout de suite. Rouky n'a donc aucune motivation pour nourrir une haine envers Rox ou envisager une revanche. Art Stevens précise que le studio Disney n'a jamais tué un personnage de premier plan et personne n'imagine, à l'époque, ce genre d'innovation. Ne souhaitant pas rendre tristes les enfants, Disney décide d'adoucir la fin de l'histoire, notamment en gardant tous ses protagonistes en vie. Chef s'en sort avec une patte cassée, renversé par un train, et Rouky empêche son maître Amos Slade d'abattre Rox. Slade renonce à son acte et rentre chez lui avec Rouky. L'animateur Don Griffith établit, grâce à une esquisse d'ensemble, les positions respectives des maisons du chasseur Amos Slade et de la veuve Tartine. Ce plan sert de guide pour l'ensemble des scènes de la zone comme celle où Big Mama est perchée sur la barrière et parle à Rox. L'animation est réalisée en grande partie par de jeunes animateurs fraîchement sortis de CalArts et accueillis par Ted Berman. Le discours de Berman, rapporté par Don Luth, ne parvient pas à stimuler la jeune équipe et contient les propos suivants : « Ils espèrent que nous fassions un film, alors nous allons faire un film. Je ne pense pas que l'usine restera ouverte assez longtemps pour nous permettre de le finir, mais nous allons commencer à faire le film, je crois ». Don Bluth y voit l'absence de leadership et de vision.
Une séquence imaginée par Wollie Reitherman doit inclure Rox et une grue un peu folle à qui la chanteuse Charo doit prêter sa voix,. Une chanson est enregistrée, la piste vocale aussi, quelques vidéos de référence et un storyboard sont produits. Selon Steve Hulett, un conflit entre Reitherman et Art Stevens apparaît au sujet du ton de cette séquence que Stevens considère comme inadaptée au film. Stevens est soutenu par Ron Miller qui insiste sur le fait que Reitherman a plus de 70 ans. Pour résoudre le problème, Miller confie à Reitherman la production d'une adaptation de la série Catfish Bend de Ben Lucien Burman, une production inachevée. Mais les tensions ne disparaissent pas et c'est après cet épisode que Don Bluth et son équipe quittent le navire.
En parallèle, plusieurs personnes décident de quitter la production. Jerry Rees se considère comme limité par les réalisateurs et demande à rejoindre un groupe de travail établi au troisième étage de l'Animation Building, travaillant sur les storyboards de Tron (1982),. Rees demande l'autorisation à Tom Wilhite, directeur de la publicité, et rejoint Bill Kroyer, déjà dans l'équipe. Wilhite demande lui aussi à être transféré sur la production de Tron (1982), se sentant non productif sur Rox et Rouky. L'animateur Darrell Van Citters explique qu'il a été écarté de la production par Ted Berman à la suite d'un désaccord sur l'impossibilité d'innover et a été réassigné au nettoyage des animations.

### Animation: une nouvelle génération
La production du film marque une étape charnière dans l'histoire des studios Disney. C'est le dernier film auquel ont participé trois des Neuf Sages de Disney, les animateurs légendaires de Disney : Frank Thomas, Ollie Johnston et Wolfgang Reitherman, ce dernier abandonnant la réalisation pour la production. Au sein du studio, tout le monde sait que les anciens animateurs doivent partir à la retraite durant la production. Les trois animateurs entament la production et transmettent ensuite le projet à de nouveaux animateurs. Thomas et Johnston prennent leur retraite en 1978 et Reitherman en 1980, mais ils restent comme consultants sur le projet. La direction de Disney demande à Reitherman de laisser la réalisation aux jeunes avant de prendre sa retraite mais il reste réticent. Art Stevens se plaint que Woolie remette en question ses décisions et obtient la responsabilité quotidienne de la production. Reitherman n'a plus de poste lié à la réalisation et se contente de soutenir la production. Bob Thomas précise que Thomas et Johnston ont développé des personnages et animé une séquence avant de partir à la retraite. Ce projet de film est totalement américain, pour le thème et les lieux, et géré par une nouvelle équipe de réalisateurs et artistes.
Le programme de formation lancé à la fin des années 1970 avec CalArts est baptisé Disney Training Program. L'animateur Glen Keane fait ses premiers pas à la supervision de l'animation aux côtés de Ron Clements tandis que John Musker anime un personnage. Parmi les animateurs du film se trouve le jeune Tim Burton, âgé de 22 ans à l'époque. Phil Nibbelink fait partie des jeunes animateurs arrivés en 1978 et a suivi la même formation que John Lasseter et Chris Buck,. Il est assigné à l'équipe supervisée par Randy Cartwright. En 1980, le Disney Training Program permet d'embaucher de jeunes animateurs comme Tony Anselmo (qui devient la voix de Donald Duck à partir de 1984), Mark Henn, Brian McEntee, Joe Ranft, Bill Frake et David Pacheco, ancien de Hanna-Barbera, mais ils ne sont pas tous affectés à Rox et Rouky. Mark Henn est assigné au poste d'intervalliste. Mike Peraza travaille sur des images pour la caméra multiplane.

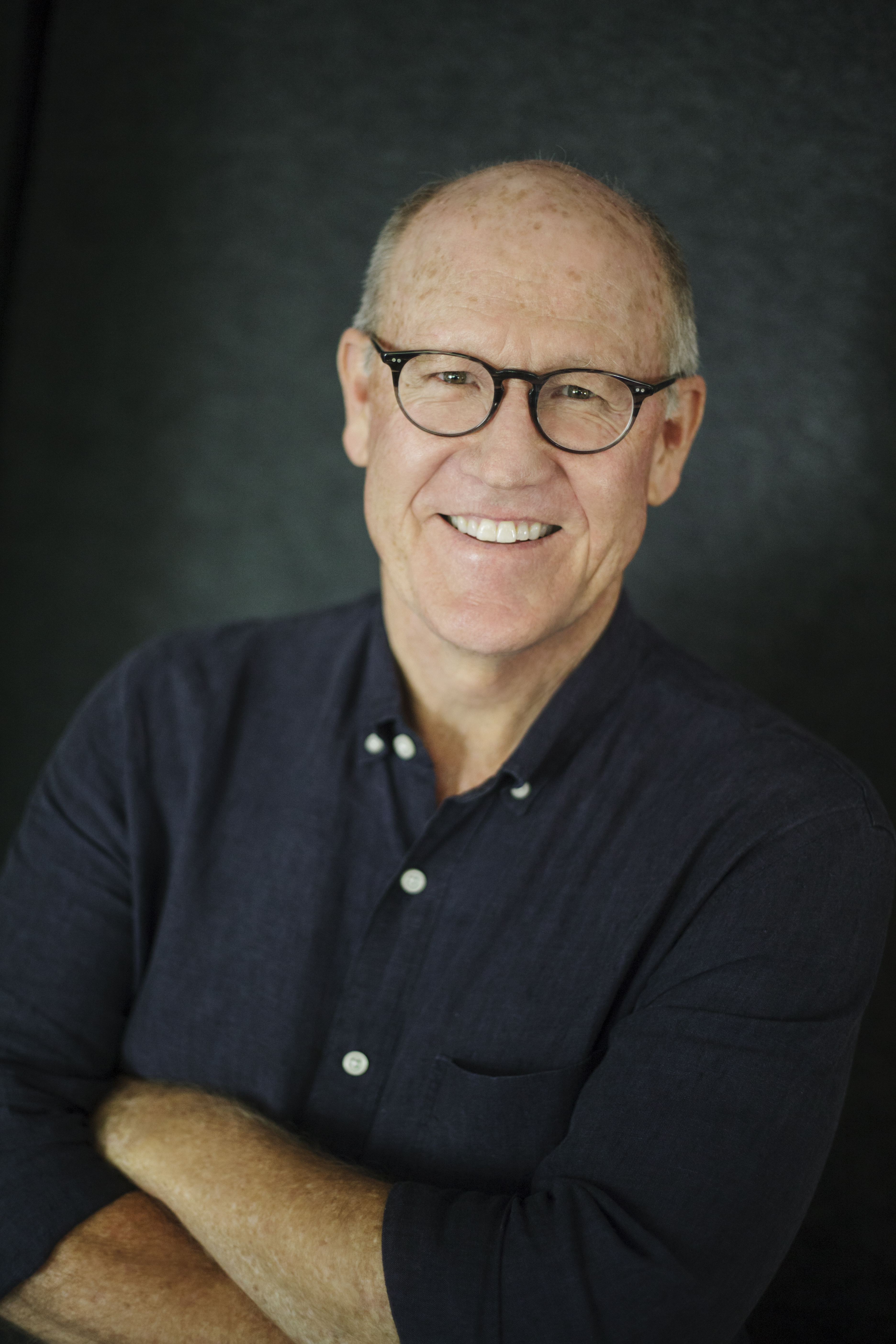
Glen Keane en 2017.
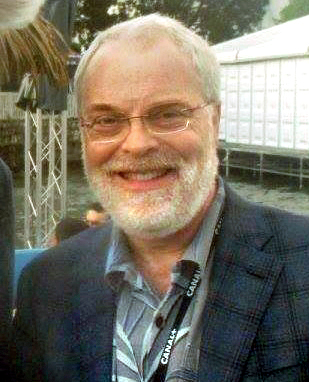
Ron Clements au festival international du film d'animation d'Annecy en 2016.
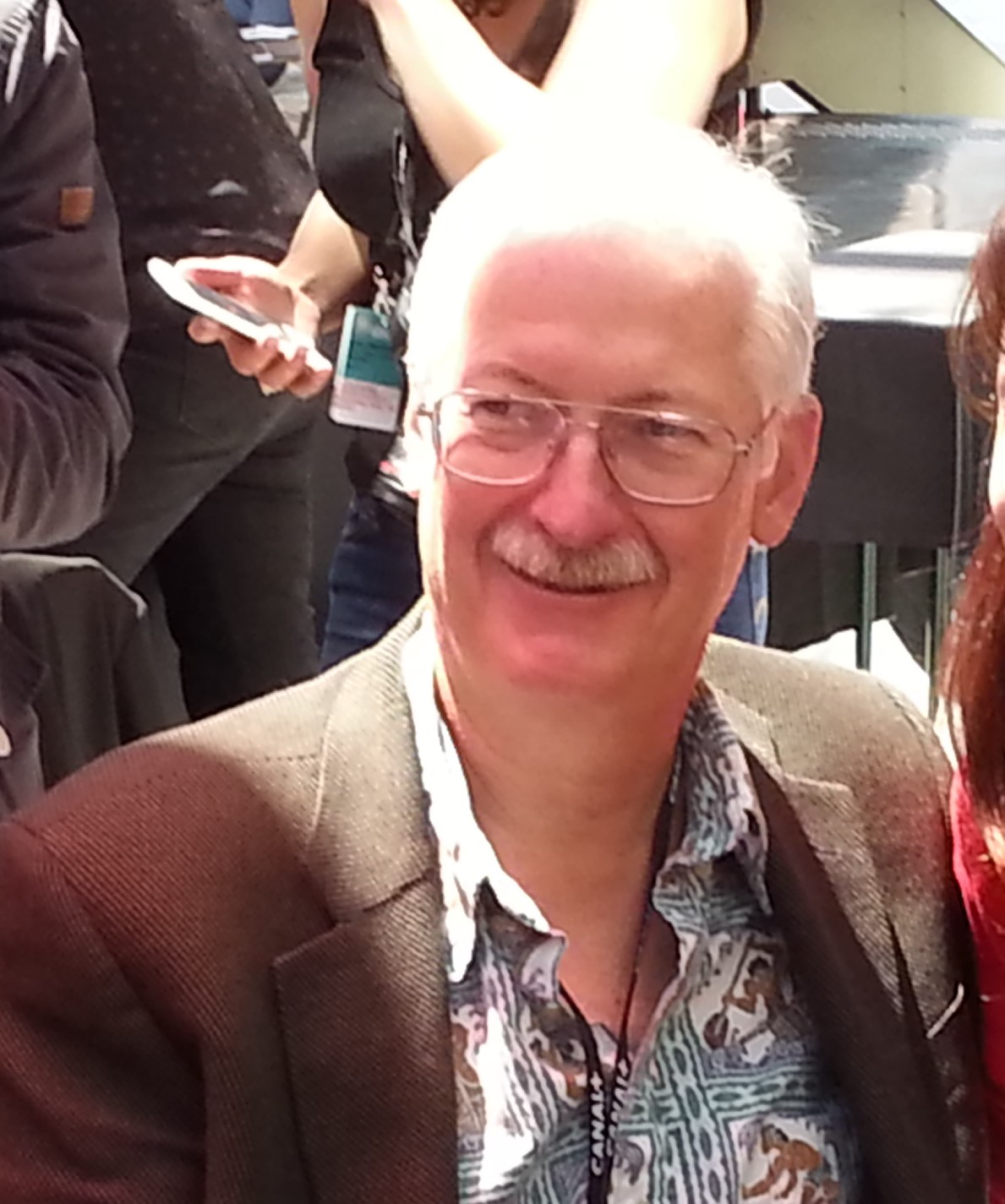
John Musker au festival international du film d'animation d'Annecy en 2016.
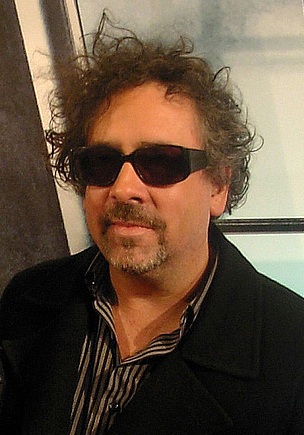
Tim Burton en 2008

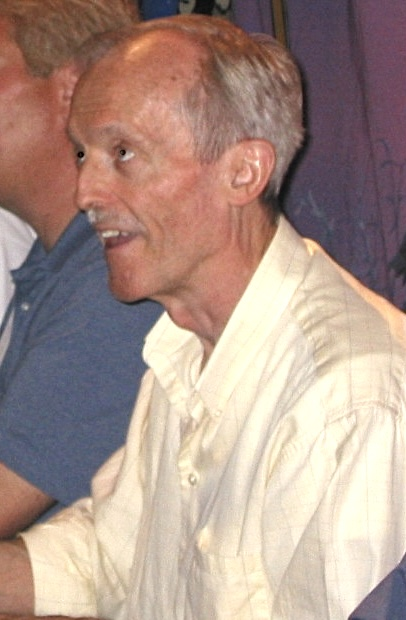
Don Bluth en 2006.

Don Bluth, alors responsable du film, prend cela pour un camouflet dans son ascension hiérarchique et convainc ses proches collaborateurs dont John Pomeroy de démissionner à partir du 13 septembre 1979,, date de son anniversaire. Il parvient à regrouper dix-sept personnes avec lui. Ce départ, que Leonard Maltin qualifie d'exode, est une source importante d'embarras pour le studio et est à l'époque massivement couvert par la presse,. Maltin précise que sept animateurs et quatre assistants animateurs sont sur le départ. Parmi eux, Dave Spafford qui travaille chez Disney depuis 1975, principalement comme assistant de John Pomeroy, qui part aussi. Le départ des animateurs intervient alors qu'il reste près de 2 500 pieds (762 m) des 7 035 pieds (2 144,268 m) de bobines du film, provoquant un retard de sept mois et la reprogrammation de la sortie à Noël 1980. Parmi les sujets de revendications figurent les méthodes de formation et le contrôle artistique. Ron Miller, qui a poussé le studio à chercher de nouveaux talents, prend le départ de Bluth comme une critique personnelle tandis que la presse spécialisée voit le studio comme estropié.
Don Bluth crée son propre studio d'animation concurrent Don Bluth Productions et lance la production de Brisby et le Secret de NIMH (1982),. Parmi les autres animateurs partis, on peut aussi citer Gary Goldman et John Pomeroy, mécontents de la qualité des productions Disney du moment. Le groupe démissionnaire reproche au studio de ne plus faire de l'animation comme à son âge d'or,. La plupart des films de Bluth est produite avec l'intention de démontrer comment les longs métrages d'animation devraient être, mais selon Mark Arnold, ils ont des lacunes. Ces départs d'animateurs retardent le début de la production du film d'un an ; elle commence donc en 1977. La sortie du film, initialement prévue pour Noël 1980, est repoussée à l'été 1981,.
La production du film nécessite quatre ans, environ 360 000 dessins, 110 000 cellulos, 1 100 décors, et 180 personnes dont 24 animateurs,,. D'après un article publié le week-end précédant la sortie du film en juillet 1981, les monteurs ont finalisé le film en juin, associé le son et les images, sous la responsabilité du réalisateur Art Stevens, regroupant 360 000 dessins à la main de 748 teintes. Frank Thomas explique en 1981 lors d'un entretien pour Rox et Rouky qu'il y a une forme de délicatesse dans le squelette d'un renard et qu'une fois que l'on voit cela, les dessins deviennent comme un renard.
En 1981, alors que la production de Rox et Rouky s'achève, le projet Chantecler reprend vie avec pour objectif d'être finalisé et diffusé après la sortie de Rox et Rouky. Toutefois, il est rapidement stoppé au profit de Taram et le Chaudron magique (1985). Art Stevens, qui s'est vu confier une charge éditoriale sur Taram, considère ce projet comme aussi ambitieux que Fantasia (1940) en raison de sa plus grande proximité avec la réalité, plus propice aux imperfections visibles par les spectateurs.

### Développement des personnages
Dans les années 1960 et 1970, les animateurs de Disney conçoivent les personnages à partir des voix des acteurs mais dans les années 1980, les nouveaux animateurs repartent aux sources, sans l'inspiration d'une vedette. Le développement des personnages est assuré par Frank Thomas et Ollie Johnston mais c'est la nouvelle équipe qui assure l'animation. Pour s'assurer du réalisme des animaux, les animateurs utilisent des vidéos extraites de documentaires animaliers comme Le Roi des grizzlis (1970) pour la scène du combat d'ours. Toutefois, ils font une exception pour le personnage de Big Mama. Pour donner un effet plus réaliste aux animations, les animateurs utilisent des animaux vivants, des vidéos mais aussi les photos de squelettes d'Armand Guérinet.

#### Renards et chiens

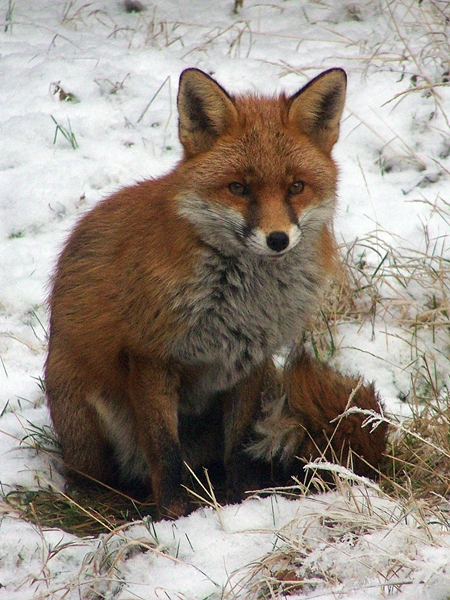
Un renard roux dans la neige

Rox est un renard roux. Le prénom original de Rox est Tod, ce qui signifie « renard » en argot britannique. Les animateurs ont pu utiliser comme source d'inspiration un renard domestique détenu par l'animateur Wolfgang Reitherman. John Grant considère qu'il y a deux personnages appelés Rox dans le film, un renardeau et un adulte. L'aspect des deux diffère puisque que c'est l'un des thèmes du film. La voix du plus jeune est prêtée en version originale par Keith Mitchell. Son aspect poupin fait que Big Mama et la veuve Tartine l'adoptent chacune à sa façon. Ses autres caractéristiques sont l'affection, la gentillesse et la tendresse envers tout un chacun. Pour Grant, Rox est l'instigateur des serments d'amitié, le dialogue se résumant à quatre lignes pour Rox et deux lignes assertives pour Rouky. À l'âge adulte, le personnage cherche à conserver l'amitié de Rouky et n'hésite pas à affronter un ours pour sauver celui-ci. Rouky n'a ce genre de réaction qu'à la toute fin du film pour protéger son ami du fusil de son maître Amos Slade. Mickey Rooney, acteur ayant joué dans Peter et Elliott le dragon (1977), prête sa voix à Rox adulte. Grant établit un parallèle entre Rox, qui est accueilli et soutenu dans la vie sauvage par Vixy, et Bongo et Lulubelle dans le moyen métrage Bongo, roi du cirque (1947) inclus dans Coquin de printemps. Rox est tellement gentil que Grant s'interroge sur sa capacité à manger dans la nature. Grant précise que c'est Rox qui entend le serment d'amitié à la fin du film, sans que l'on sache si Rouky le prononce.

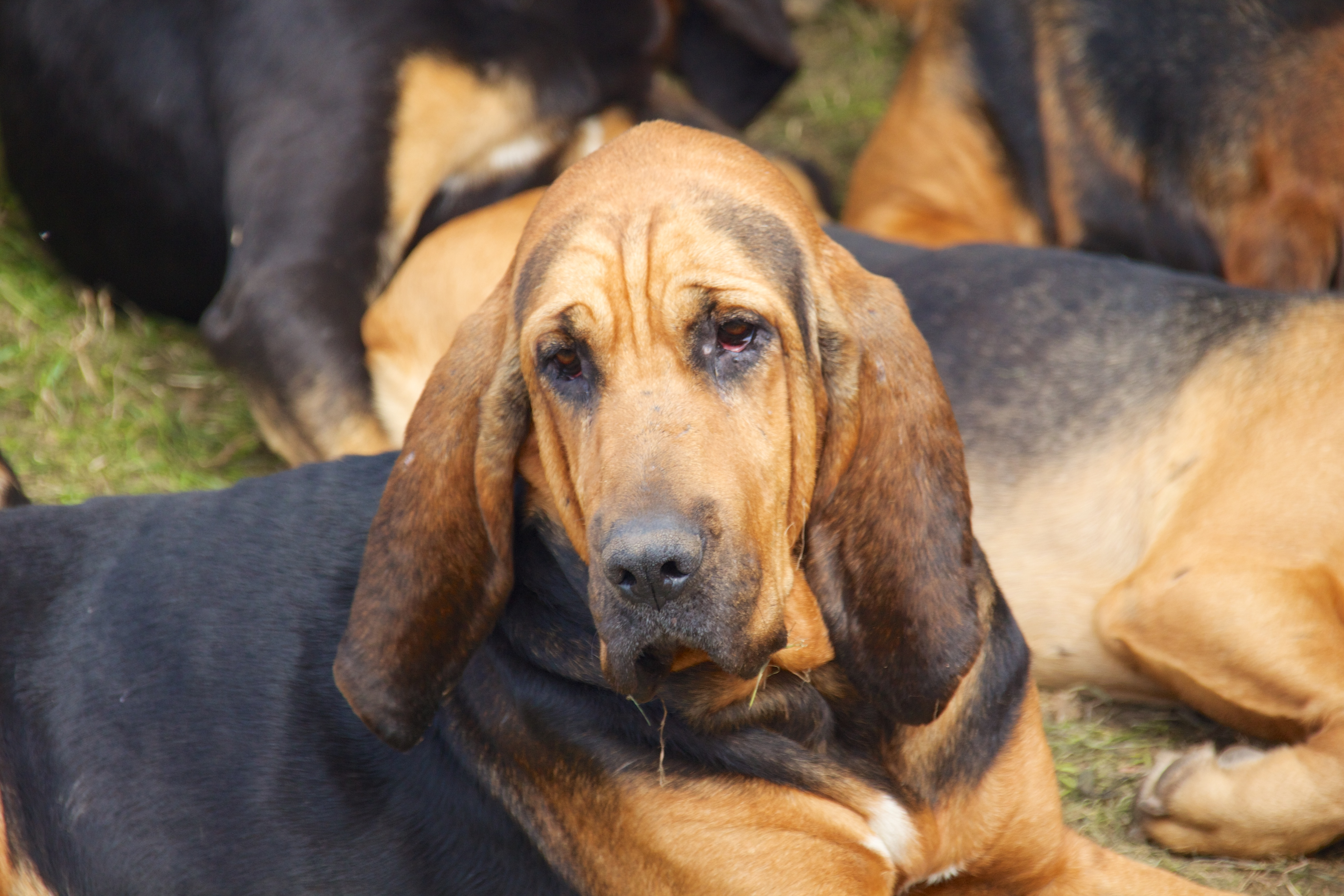
Un chien de chasse Saint-Hubert.

Le personnage de Rouky, Copper en version originale qui signifie cuivre, est un chien de chasse de race Saint-Hubert. L'acteur Kurt Russell, qui a été sous contrat du studio Disney pendant dix ans, du milieu des années 1960 au milieu des années 1970, prête sa voix au personnage de Rouky. Pour Grant, c'est avant tout un chien obéissant, que ce soit dans sa jeunesse avec Rox ou plus tard comme chien de chasse auprès de Chef pour Amos Slade. Cette obéissance en fait un ami inconstant, arguant qu'avec le retour de la saison hivernale de la chasse, Rox et lui ne peuvent plus être amis. Pour John Grant, ce n'est pas une raison valable, même si le mythe popularisé par l'opposition militarisme-antimilitarisme affirmant que « l'uniforme change un homme » est ici tourné en satire. Une autre satire est le fait que des enfants de différentes races doivent abandonner leur amitié une fois devenus adultes. Pour Grant, l'amitié de Rouky envers Rox est moins prononcée, le renardeau faisant la plupart des pas vers le chiot. Rouky ne semble pas prendre au sérieux cette promesse d'amitié et cela se traduit souvent dans la voix de Rouky, moins en confiance et moins affirmée. Une fois adulte, Rouky est encore moins dévoué à son ancien ami, tolérant sa présence. Ce n'est que quand il se rend compte qu'Amos Slade a délibérément estropié Chef que Rouky retrouve la notion d'amitié. À la fin du film, Rouky comprend que l'amitié est une notion de réciprocité. Pour Grant, le film sous-entend que beaucoup d'humains n'arrivent pas au second niveau, celui de l'adulte véritable, restant des adolescents ou des adultes inachevés, ce qui nuit à l'humanité.

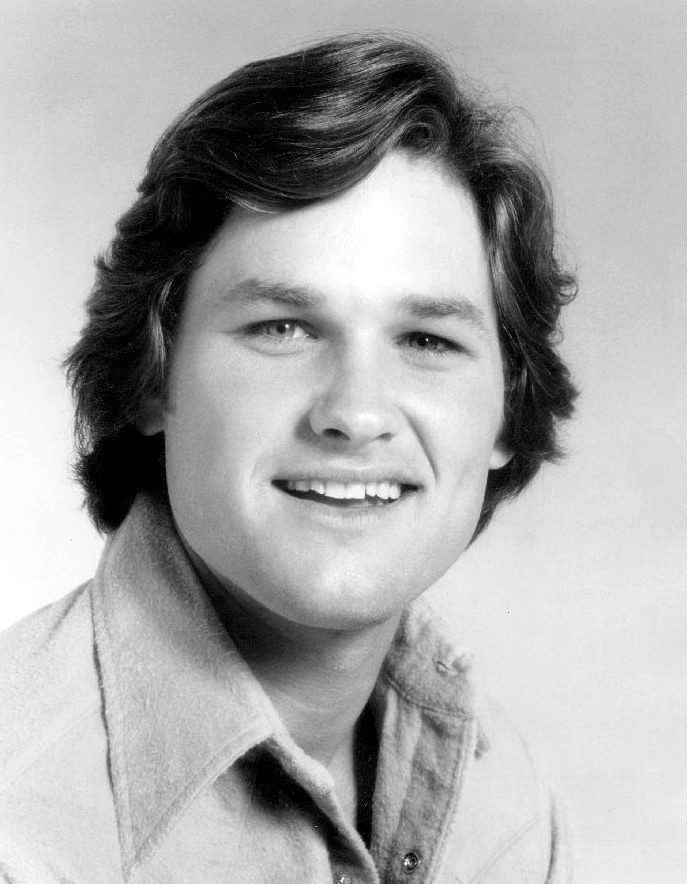
Kurt Russell en 1974. Il prête sa voix à Rouky.
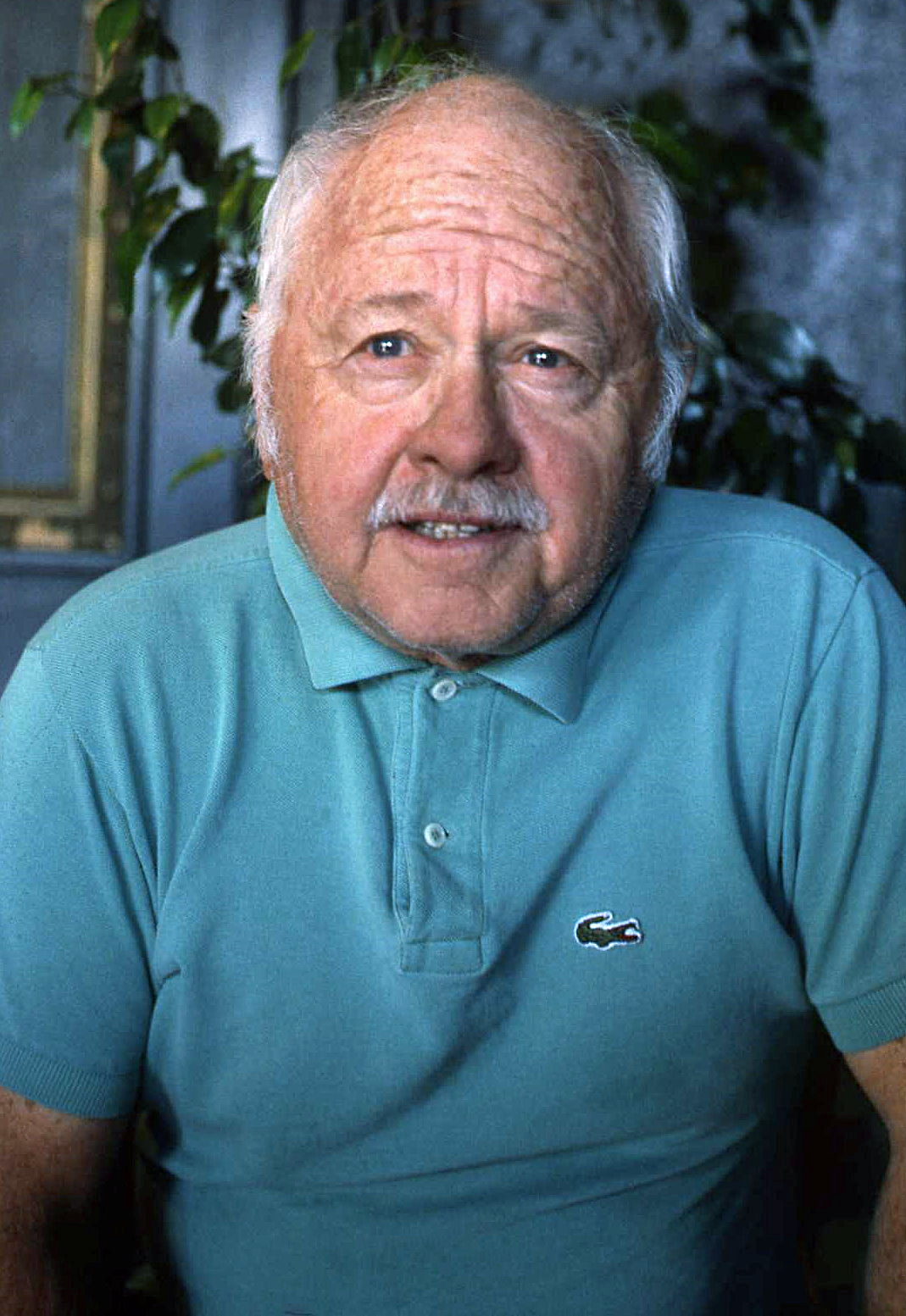
Mickey Rooney en 1986. Il prête sa voix à Rox adulte.
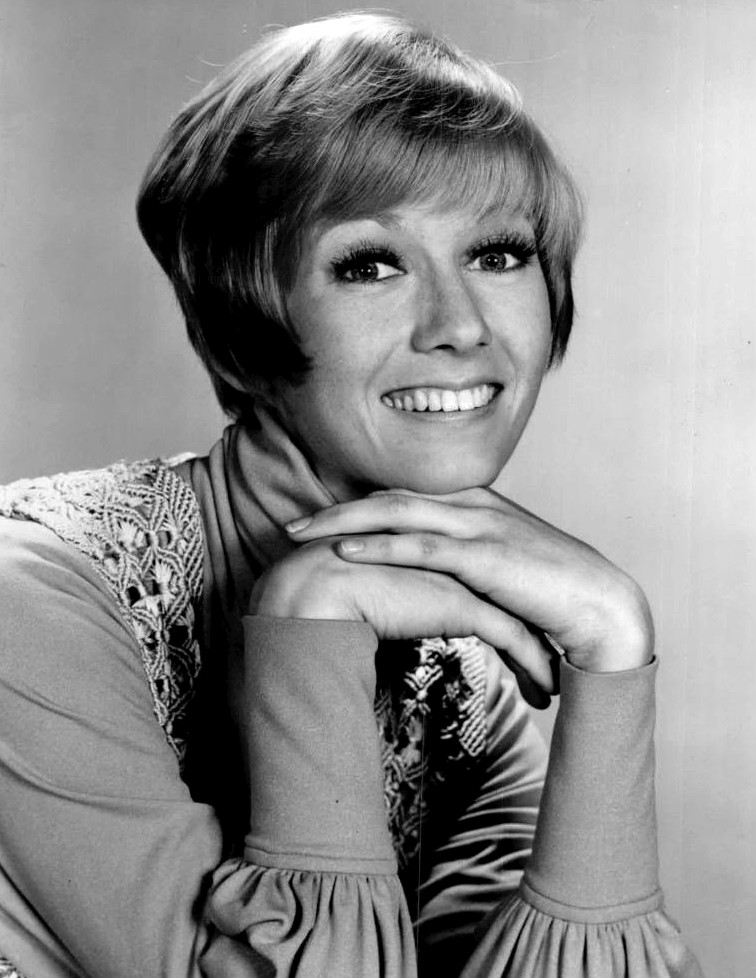
Sandy Duncan en 1972. Elle prête sa voix à Vixy.
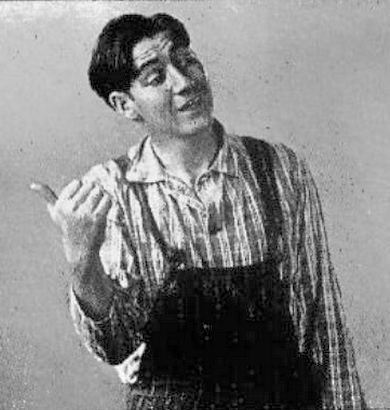
Pat Buttram en 1944. Il prête sa voix à Chef.

Vixy est une renarde présentée comme très féminine, très belle et très intelligente, dont la voix originale est celle de Sandy Duncan,, actrice ayant joué dans La Cane aux œufs d'or (1971). Le nom original de Vixy est « Vixey » (prononcé « Vixy »), basé sur le mot anglais « vixen » qui a pour sens premier « renarde ». L'orthographe est modifiée dans la version française afin que sa prononciation ne soit pas un problème pour un public non anglophone. Jeanine Forney, qui incarne la voix de Vixy dans la version française du film, a déjà été la voix de la princesse Aurore/Rose dans la seconde version française de La Belle au bois dormant (1959). Pour John Grant, il est intéressant de voir comment les artistes de Disney ont capturé cette féminité. Quand les deux renards sont à l'écran, la comparaison est rapide. Vixy est présentée avec des traits plus doux, par exemple une ligne de contour orangée au lieu de noire, des teintes de couleurs plus douces mêlant rose et orange, donnant un aspect moins ancré dans le décor. Un autre point de féminité se situe dans ses mouvements, plus félins alors que Rox est plus canin. Ces procédés artistiques ne sont pas conformes à la réalité, mais à des stéréotypes sexuels très ancrés dans l'inconscient collectif et qui permettent ici d'associer le personnage à une femme gracieuse. Un autre point est la mention de l'intuition féminine par Rox quand Vixy ressent avant lui la présence d'un danger. La notion d'intelligence, Grant évoque la connaissance ou l'expérience, est associée au fait que Vixy a grandi dans la nature, a réussi à survivre. Elle demande à Rox de ne pas aller défendre Rouky, car c'est un comportement dangereux, idiot selon Grant. Elle possède un discours maternel, doux par moments, mais plus sévère en présence du danger.
Chef est avant tout le « chien de son maître » avec lequel il partage des ressemblances physiques et de personnalité. On retrouve par exemple les épais sourcils bruns avec des teintes de couleurs similaires. Le chien manque d'humour, comme Amos, il est aigri. Sa façon de raisonner est simple, si cela bouge et que ce n'est ni un homme ni un chien alors, il faut le tuer, les humains devant se méfier. Il n'a aucune affection pour Rouky surtout quand il est encore un chiot, lui consacrant du temps pour la formation avec réticence. Pour Grant, Chef est dans un sens pire qu'Amos Slade. Toutefois, il semble nécessaire qu'il soit lui-même l'objet des maltraitances qu'il a perpétrées pour enfin éprouver de la sympathie pour ses anciennes victimes. La voix de Chef est fournie par un habitué des studios Disney, Pat Buttram. Buttram est connu pour son rôle de M. Hanet dans Les Arpents verts et ses rôles avec Gene Autry durant 15 ans. Il est choisi par Disney pour son caractère de pleurnichard du Sud des États-Unis à la voix traînante. Le personnage de Chef est blessé à la fin du film pour forcer l'empathie des spectateurs. Lorsqu'il n'est pas en chasse, Chef dort, rêvant de chasse.

#### Les humains

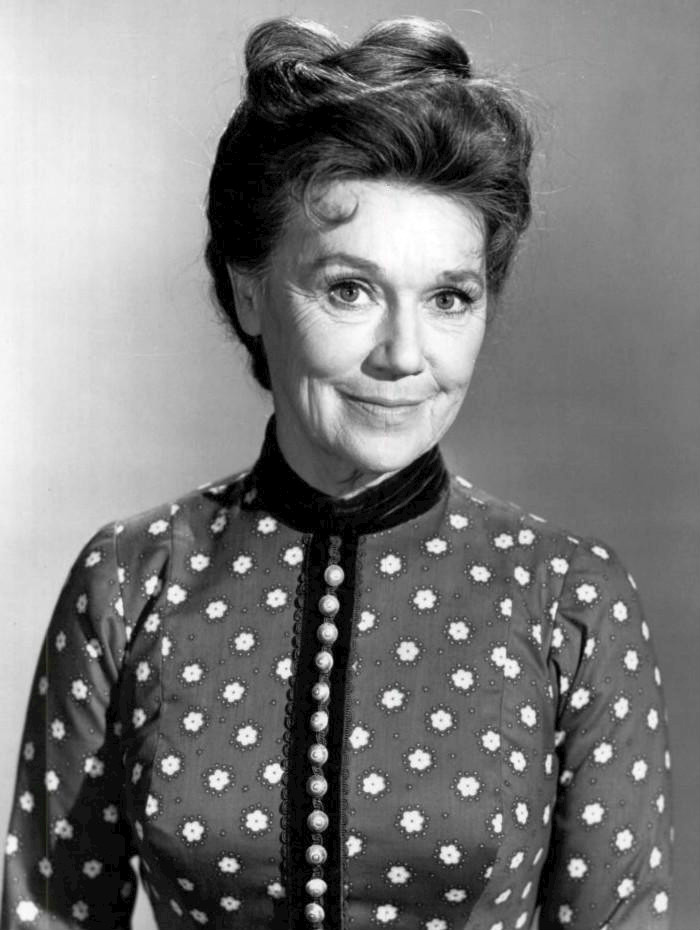
Jeanette Nolan à la fin des années 1960. Elle joue la veuve Tartine.

Selon le réalisateur Art Stevens, le personnage d'Amos Slade a été le plus compliqué à animer sur plusieurs points. Le caractère d'Amos est résumé par John Grant comme étant celui d'un vieux chasseur vicieux qui croit que seul un renard mort est un bon renard. Il a une mine renfrognée permanente et quand un animateur essaie de lui soulever un sourcil, Stevens demande d'annuler pour rester dans le personnage. Le seul froncement de sourcil survient quand Amos Slade revient de la chasse avec ses deux chiens dans un camion chargé des peaux des animaux abattus. Il s'adonne alors à un chant expliquant ses motivations et ses principes de vies, plutôt un chien de chasse que de l'argent. Il est vêtu d'une veste en cuir doublée de fourrure, de grandes bottes en cuir, un chapeau mou à large bord posé sur l'arrière de sa tête, des cheveux épais et une moustache broussailleuse. Son regard varie de la colère à la haine mais son principal moyen de communication est un fusil chargé de poudre. Pour Grant, durant 80 des 83 minutes du film, le personnage d'Amos Slade est incorrigible, intimidant, colérique, harcelant sa voisine ou à défaut de voisins ses épaves de camions, massacrant la vie sauvage. Il montre seulement un nouveau caractère quand il découvre l'amitié de Rouky pour Rox, Grant espère que cette nouveauté perdurera.
La veuve Tartine, en version originale Widow Tweed (« veuve Tweed »), est une vieille fermière qui adopte Rox. Le personnage est conçu pour faire vibrer les cœurs avec ses cheveux gris maintenus par un chignon bas, un visage rond et un aspect de matrone boulotte. Elle porte de fines lunettes circulaires avec des vêtements gris et marrons et un petit chapeau mauve pâle qui selon John Grant « sont une preuve que si vous frappez à sa porte, elle vous aidera et vous offrira de la tarte aux pommes ». C'est une femme indépendante et de défi. Sa voix originale est celle de Jeanette Nolan et se rapproche du personnage pour la tranche d'âge et son ton gentillet. Ces caractéristiques sont une source de problème durant la production car ce n'est pas le genre de personnes à se lancer dans une chanson, un morceau de jazz ou un aria digne de La Scala. La solution trouvée par le studio est d'avoir un monologue chanté au lieu d'une chanson. Grant trouve jolie la chanson Goodbye May Seem Forever  (« Pourquoi faut-il se quitter ? » en anglais).

#### Autres animaux

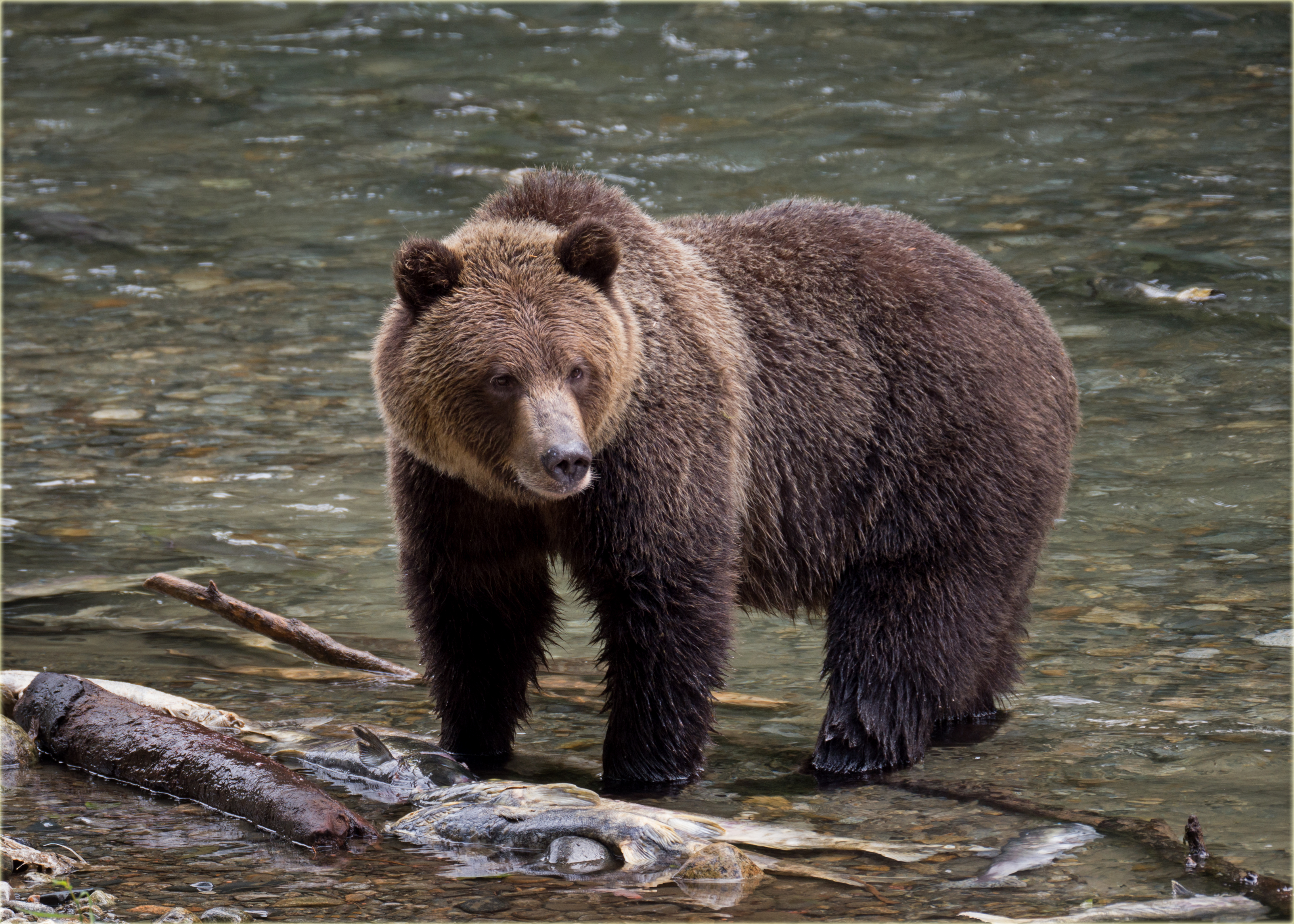
Un grizzly.

Le film comporte plusieurs adjuvants dont des oiseaux. Le personnage du hibou Big Mama est inspiré de la chanteuse Pearl Bailey. Bailey interprète le personnage lors des enregistrements pour aider les animateurs à dessiner le personnage de Big Mama. L'équipe fait très tôt le choix d'avoir un personnage de chouette affectueuse, une matrone bienfaitrice au lieu des chouettes-hiboux érudits déjà présents au catalogue Disney comme Archimède dans Merlin l'Enchanteur (1963) ou Maître Hibou dans Winnie l'ourson. Le comportement de Big Mama n'est pas celui d'un vrai hibou, parlant au jeune renardeau et ne les dévorant pas. Un comportement similaire, non naturel, est aussi présent dans Bambi (1942) avec le personnage paternel de Maître Hibou. Big Mama devient la mère spirituelle de Rox, le réconfortant et aussi une mère adoptive, qui le laisse grandir une fois qu'il a rencontré Vixy.

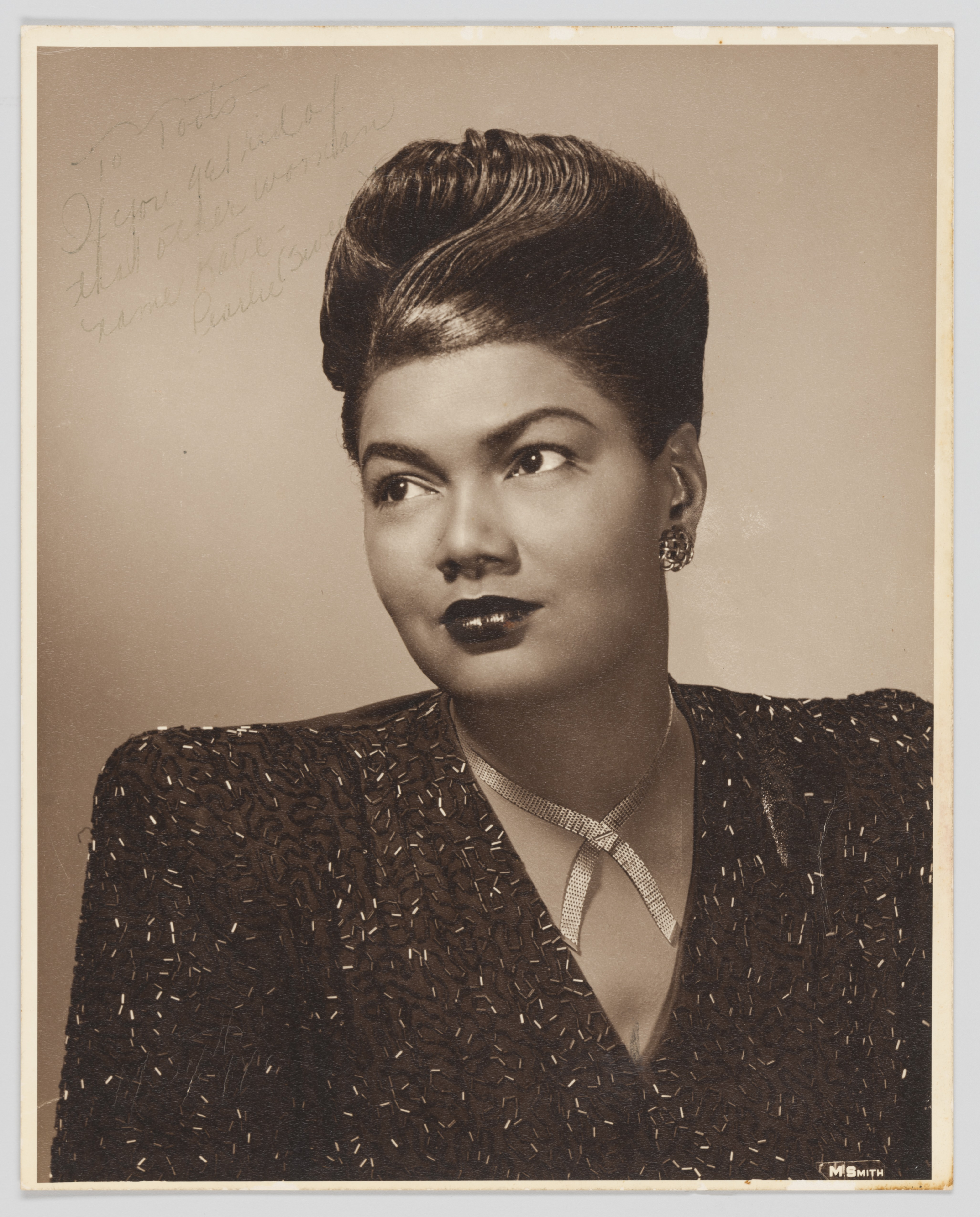
Pearl Bailey, qui interprète Big Mama, vers 1960.
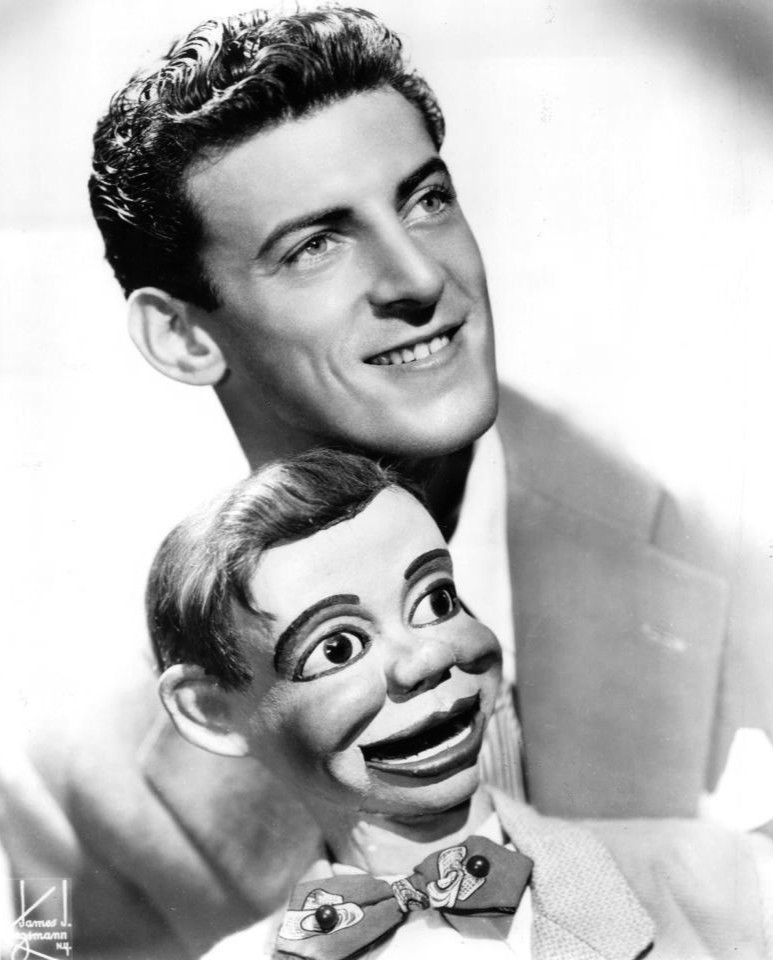
Paul Winchell et sa marionnette Jerry Mahoney en 1951, qui donne sa voix à Piqueur
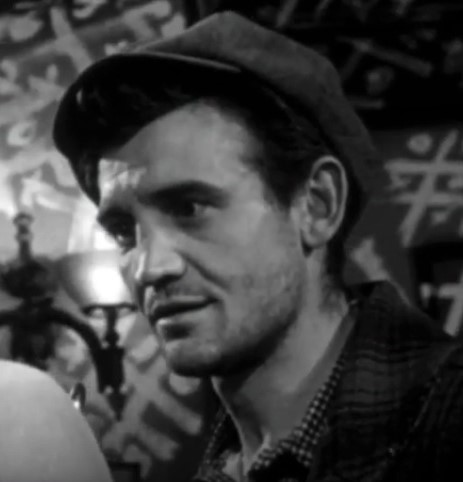
Richard Bakalyan en 1962 qui donne sa voix à Dinky

| oiseau gris avec une tache marron au niveau des yeux perché sur une feuille de cactus |  | oiseau aux ailes vertes fermées accroché le long d'un tronc d'arbre, prêt à taper avec son bec. |
| Un moineau                                                                            |  | un pic vert                                                                                     |

Les oiseaux Dinky et Piqueur (Boomer), respectivement un moineau et un pic vert, sont aussi des chasseurs obsessionnels mais d'insectes. Ils chassent une chenille nommée Squeak ou Squeeks. La chenille verte est douée d'une grande célérité quand le moment le nécessite et ses grand yeux permettent aux animateurs d'exprimer le côté loufoque. Squeeks finit par se transformer en un papillon bleu, se jouant des deux oiseaux qui la pourchassent. Piqueur est lui aussi loufoque et la voix originale de Paul Winchell, qui prête sa voix à Tigrou, lui est donnée pour s'associer au personnage, et non le contraire comme le souligne John Grant. Piqueur apparaît au côté de Big Maman quand il faut trouver une nouvelle maison pour Rox. C'est lui qui se charge de taper à la porte de la veuve Tartine même si l'effet escompté l'impacte physiquement. Dinky est un moineau de couleur jaune-brun, une caricature lointaine de Piqueur dont la voix est celle de Richard Bakalyan. Bakalyan a participé à de nombreuses productions Disney dans les années 1960 et 1970. Pour John Grant, Bakalyan propose une version à la voix plus aiguë du personnage de Thomas O'Malley, interprété dans Les Aristochats (1970) par Phil Harris. Il est doué d'un plus grand sens de la répartie et de réactions plus rapide que Piqueur, par exemple en répondant le premier à l'appel de Big Mama ou en réagissant aux déboires de son ami. La course des deux oiseaux s'achève quand la chenille, énorme à l'approche de l'hiver, réussi à entrer par un petit trou dans la maison de la veuve Tartine et s'installe près de la cheminée protégée par les vitres de la maison. De leur côté, les oiseaux frigorifiés décident de partir vers le Sud.
Le film comporte plusieurs personnages mineurs, essentiellement des animaux, le plus important étant l'ours. Malgré sa présence prolongée en raison du scénario, la personnalité de l'ours n'est pas développée au-delà de sa férocité. Il est conçu comme un monstre de 2,5 ou 3 m de haut, avec une gueule hérissée de crocs et des yeux jaunes. Frank Thomas et Ollie Johnston précisent que Glen Keane a utilisé les principes de base de l'animation établis quarante années auparavant. Keane place l'ours en haut de l'écran pour le grandir et lui donner de la puissance. Pour David Koenig, l'ours souffre du « syndrome Pluto » un problème qui touche les adjuvants animaliers qui n'ont pas la parole alors que d'autres personnages animaliers, anthropomorphes ou non, en sont dotés. Les scènes avec l'ours sont le point culminant du film, mises en animation sous la supervision de Glen Keane. Keane, en plus des images d'archives issues de documentaires animaliers, a un mannequin articulé d'ours sur son bureau. Le blaireau est surtout une source de comique mais le personnage n'est pas développé. Rox rencontre aussi un porc-épic, un papillon, un lapin et un poisson qu'il essaye d'attraper pour impressionner Vixy. La veuve Tartine possède en outre une vache, nommée Abigail qui, à l'instar des nombreuses vaches dessinées par le studio Disney depuis Steamboat Willie (1928), prend un malin plaisir à lancer son lait sur les autres, ici Rox.

### Musique
Buddy Baker compose la bande originale de Rox et Rouky et signe ici sa dernière musique de film d'animation.
Les chansons du film sont écrites et composées par Stan Fidel, Jim Stafford, Richard Rich, Richard O. Johnston et Jeffrey Patch,. Richard O. Johnston est le fils de l'animateur Ollie Johnston.
| 1. | Best of Friends(fr) Deux bons copains                      | Stan Fidel    | Richard O. Johnston | Big Mama               | 2:15 |
| 2. | Lack of Education(fr) Faute d'éducation                    | Jim Stafford  | Jim Stafford        | Big Mama               | 0:51 |
| 3. | A Huntin' Man(fr) Chasseur avant tout                      | Jim Stafford  | Jim Stafford        | Amos Slade             | 0:27 |
| 4. | Goodbye May Seem Forever(fr) Pourquoi faut-il se quitter ? | Jeffrey Patch | Richard Rich        | Veuve Tartine et chœur | 1:24 |
| 5. | Appreciate the Lady(fr) Le Secret de la séduction          | Jim Stafford  | Jim Stafford        | Big Mama               | 3:38 |

En France, le titre principal, Rox et Rouky, est chanté en 1983 par Dorothée en duo avec Joanna Wyatt. La même année sont édités chez Disneyland Records/Le Petit Ménestrel deux livres-disques : un 33 tours 30 cm raconté par Jean Rochefort, comprenant des extraits de dialogues du film, et un 45 tours raconté par Jacques Martin. Ce dernier reprend la musique du film et une partie de la chanson Deux bons copains. En revanche, les rôles des différents personnages sont interprétés par des acteurs différents de ceux ayant assuré le doublage de la version française : Régine Blaess, Catherine Lafond, Marcelle Lajeunesse et Raymond Loyer.

## Sortie et accueil

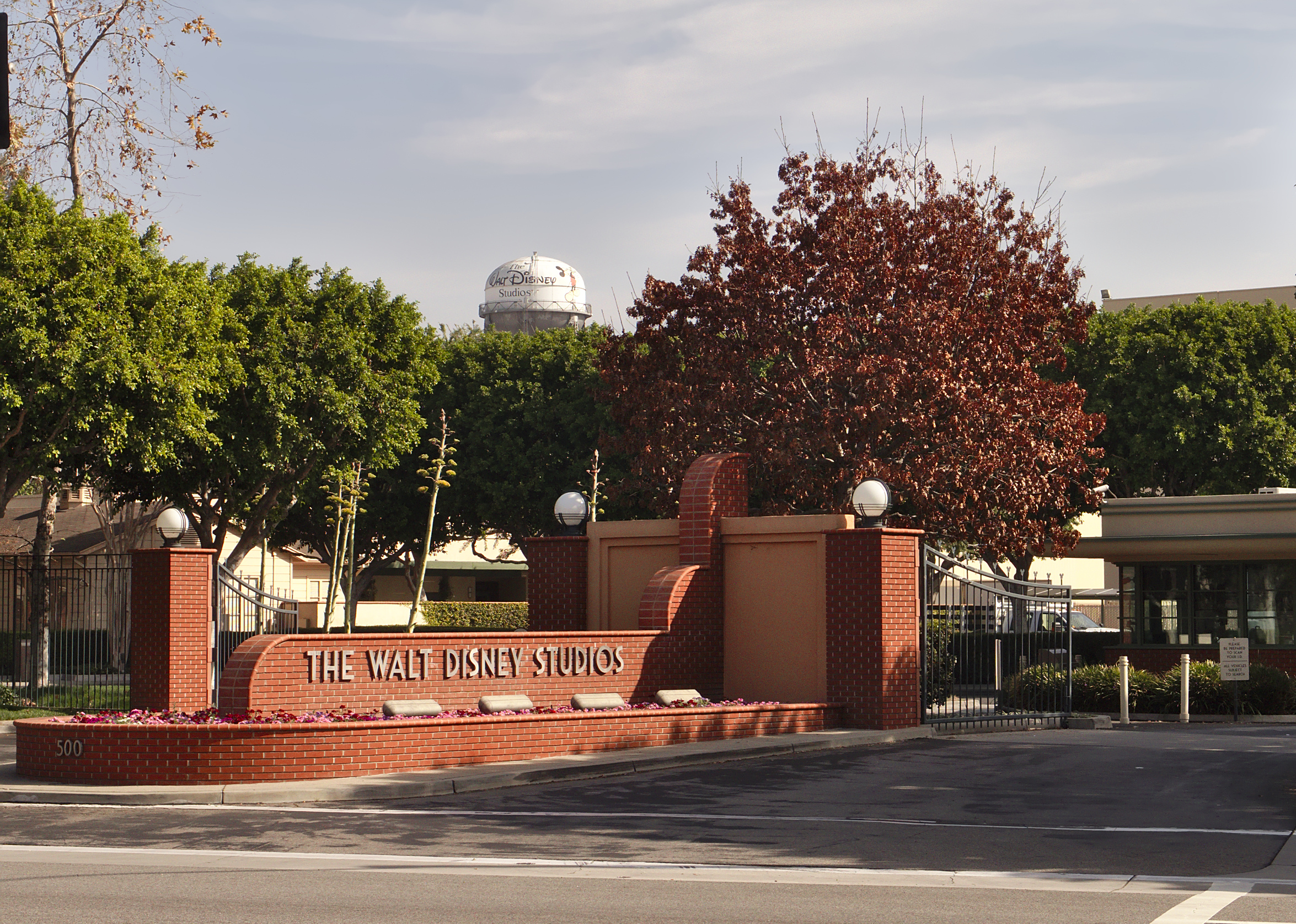
Entrée des studios Disney à Burbank où c'est tenue la première mondiale du film.

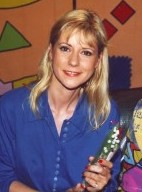
Dorothée en 1992, interprète d'une chanson dérivée du film.

Rox et Rouky sort le 10 juillet 1981 et reçoit un accueil mitigé de la part des critiques, qui considèrent que le film n'est pas assez révolutionnaire. L'avant-première du film a lieu le mercredi 8 juillet 1981 au sein des studios Disney à Burbank sous la forme d'un gala au profit du California Institute of the Arts, avec activités et surprises pour les enfants. En Allemagne, le titre du film est complété par un sous-titre Cap und Capper, zwei Freunde auf acht Pfoten (« Rox et Rouky, deux amis sur huit pattes »). En France, le film sort le 25 novembre 1981 avec une campagne de promotion télévisée du service jeunesse d'Antenne 2. L'animatrice et chanteuse Dorothée interprète une chanson dérivée du film écrite par Jean-François Porry et Gérard Salesses qui se vend à 1,1 million d'exemplaires.
Malgré des critiques, le film rencontre un important succès financier, devenant le 14e film le plus rentable de l'année et totalisant 39,9 millions de dollars de recette aux États-Unis. Il fait moins bien que Les Aventures de Bernard et Bianca (1977), qui a récolté plus de 48 millions de dollars pour un budget de 7,5 millions. Le film est catégorisé auprès de la MPAA General Audiences (Tous publics) et c'est le dernier pour l'époque, toutes les autres productions étant Parental Guidance Suggested (Accord parental souhaitable). Au moment de sa sortie, c'est le film d'animation le plus cher produit à ce jour avec un budget de 12 millions de dollars. Il parvient à récolter 15 millions d'USD aux États-Unis. Selon John West, c'est la production du studio qui rapporte le plus, animation et prise de vue réelle confondues. Comme préconisé par Terry Lawson en 1979, le studio poursuit ses ressorties de longs métrages d'animation avec deux films en 1981. John Grant écrit qu'il n'y a pas de chiffre précis mais que le film aurait rapporté 50 millions d'USD.
Rox et Rouky est le dernier dessin animé de Disney commençant par un générique complet et finissant par The End : Walt Disney Productions, comme tous les films depuis Alice au pays des merveilles (1951), Taram et le Chaudron magique (1985) étant le premier à étrenner le générique de fin (« end credits »). De plus, la musique est totalement absente durant les deux premières minutes du film. C'est aussi le dernier film Disney à utiliser totalement la technique analogique (animation traditionnelle), les films suivant utiliseront des techniques numériques comme l'Animation Photo Transfer ou le Computer Animation Production System. À sa sortie, Rox et Rouky est le dernier des deux films d'animation Disney sortis en Dolby stéréo arborant uniquement le logo de RCA Photophone dans le générique après Les Aventures de Bernard et Bianca, malgré l'utilisation simultanée des deux systèmes sonores à la réalisation du film. C'est le dernier film d'animation Disney à être enregistré en RCA Photophone. Un court métrage éducatif intitulé The Fox and the Hound: A Lesson in Being Careful est réalisé par Walt Disney Educational Productions en septembre 1981, expliquant l'importance de prendre en compte les avertissements.

### Accueil critique
Don Bluth explique qu'une des raisons de son départ des studios Disney, dans la catégorie des divergences créatives, est que le film Rox et Rouky est « devenu une histoire mignonne et non plus une histoire significative ». Mais cette production du studio reste considérée comme destinée aux jeunes enfants et non pas à la famille.
Vincent Canby du New York Times décrit le film comme « un joli exemple de dessin animé Disney à l'ancienne, une sorte de caricature, joyeux à l'excès, plein de chansons entraînantes, plus collant qu'un chewing-gum et contenant des animaux anthropomorphes plus humains que certains hommes apparaissant parfois ». Mais, selon Canby, le film n'innove pas, même s'il est rempli de dialogues joyeux et folkloriques. La scène culminante du film peut effrayer les plus jeunes et en raison de cette scène, il est préférable que les parents accompagnent leurs enfants au lieu de les faire chaperonner, le film ne durant que 83 minutes, un temps très court pour l'époque. L'histoire est celle d'une amitié improbable.
Sheila Benson du Los Angeles Times indique que la présence d'une nouvelle génération d'animateurs est un signal important et que la qualité d'animation est bien présente. Sheila Benson critique l'histoire qui joue trop la sécurité, les scénaristes protégeant le public des choses importantes comme la rage, la douleur ou la perte. Ces mensonges pour le bien du public limitent le développement. La romance entre Rox et Vixy rappelle celle de Bambi et Féline.
Richard Corliss du Time écrit que le film débute sans musique par une toile d'araignée, comme un filigrane du destin prenant tout animal pénétrant cette forêt. Un renardeau devient orphelin devant les yeux du spectateur à la suite d'un coup de feu touchant sa mère apeurée, tandis que des oiseux s'envolent, eux aussi effrayés. Corliss ironise alors en souhaitant à ses jeunes lecteurs un joyeux été, car c'est le début du dernier dessin animé Disney. Il s'interroge sur cette production car, quand les autres cinéastes essayent au plus de provoquer des gloussements et des tremblements, Disney confronte son public aux terreurs dostoïevskiennes. Pour Corliss, c'est un retour aux sources pour le studio avec l'opposition primale du bien et du mal, des forces de la nature. Le film ne possède pas le savoir-faire et la concision qui ont amené une douzaine de personnages ou plus à la vie idiosyncrasique dans les films précédents. Les cinq chansons sont à peine fredonnable et le comique est au mieux superficiel. Le film ne comporte pas de magie, mais une morale profonde donnée par Daniel Mannix sur une amitié contrariée avec son aspect doucement sombre. Pour Corliss, les deux protagonistes sont nés dans un rôle qui les enferme et même les liens établis pendant leur enfance ne peuvent changer ce destin.
Richard Corliss fait un parallèle entre la nouvelle génération d'animateurs et les protagonistes du film : « Alors que Rox et Rouky apprennent davantage sur eux-mêmes et sur l'autre pendant leur fuite, les jeunes artistes de Disney qui font ici leurs débuts au cinéma réalisent le pouvoir émotionnel et cinétique de l'animation dans les séquences de poursuite. Ils sont aussi finement façonnés et rythmés que la scène de combat dans le désert de Les Aventuriers de l'arche perdue (1981) et presque aussi violents ». Corliss ne dévoile pas la fin du film, mais prévient le public qu'il peut « savourer les sérieux plaisirs de Rox et Rouky ». Il termine par une note positive à propos de « la montée en puissance d'une nouvelle génération talentueuse d'animateurs Disney » et déclare « attendez-vous à de plus grands plaisirs pour la suite ».
Roger Ebert du Chicago Sun-Times salue également le film en déclarant : « Malgré toutes ses qualités familières, ce film marque en quelque sorte un [nouveau] départ pour le studio Disney, et c'est dans une direction intéressante. Rox et Rouky est un de ces longs métrages d'animation de Disney relativement rares qui contient une leçon utile pour son jeune public. Il ne s'agit pas seulement d'animaux mignons, d'aventures effrayantes et d'une fin heureuse ; c'est aussi une réflexion plutôt profonde sur la façon dont la société détermine notre comportement. ».

### Exploitation

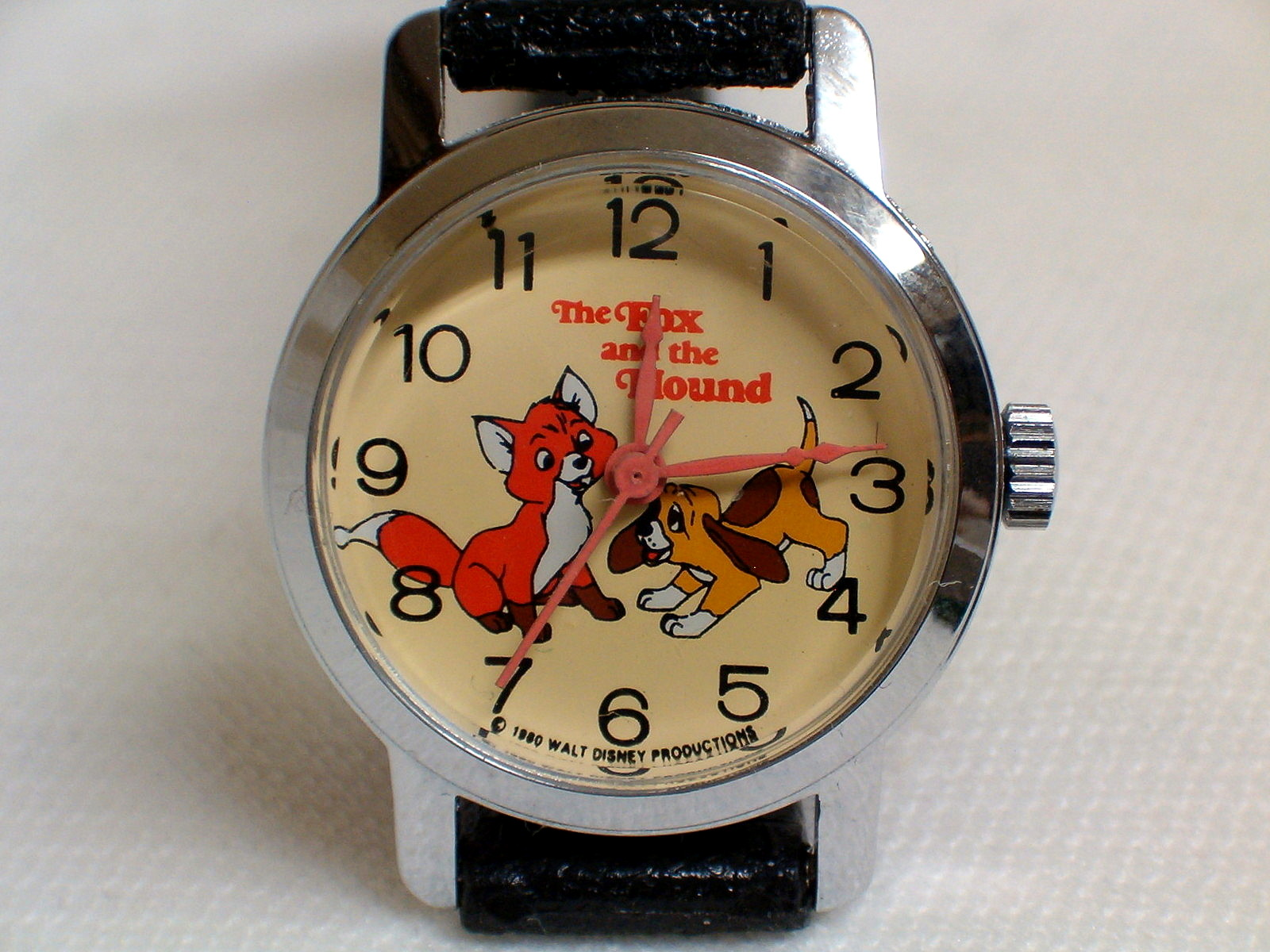
Montre Rox et Rouky.

Comme à son habitude, la société Disney développe une importante campagne commerciale autour du film avec de nombreux produits dérivés. Du côté des publications, la société Western Publishing qui publie sous la marque Gold Key Comics change de label pour Whitman Comics, à cause d'une modification du marché, qui passe des kiosques à journaux aux supermarchés et drugstores. Une minisérie associée à Rox et Rouky est publiée en août 1981 sous le label Whitman avec des dessins de Pete Alvarado. Une version modernisée avec un scénario de Régis Maine et dessiné par Oscar Martín est publiée en 1995.
La bande originale de Rox et Rouky, éditée chez Disneyland Records, est nommée pour la 24e cérémonie des Grammy Awards dans la catégorie du meilleur album pour enfants, mais sans succès. Une version picture-disc, avec une illustration décorative sur la face du vinyle, est éditée par le label lors d'une brève résurgence du phénomène au tournant des années 1980.
À la fin des années 1980 et dans les années 1990, le studio Disney est la cible de plusieurs procès liés à la vente de vidéocassettes ; la société n'a pas eu l'accord des ayants droit et ne les a pas rémunérés. Parmi les personnes à l'origine des procès, Leonard Maltin cite Daniel P. Mannix, l'auteur du roman Le Renard et le Chien courant sur lequel est basé Rox et Rouky, mais aussi Peggy Lee qui a prêté sa voix à Darling dans La Belle et le Clochard (1955) ou l'Orchestre de Philadelphie qui a joué de nombreuses musiques de films (voir Walt Disney Records: The Legacy Collection). Le film ressort en salles aux États-Unis en 1988,.
Le film n'a pas assez de succès pour justifier la création d'une attraction dans les parcs à thèmes Disney, mais un char de la parade Main Street Electrical Parade nommé Granny's Jalopy est temporairement consacré aux animaux de la forêt. C'est la réutilisation d'éléments d'un char de la parade America on Parade.
Le film ressort en salle aux États-Unis en 1988 et en vidéo en 1994,. La ressortie est bien reçue. Le film est retiré des titres disponibles en vidéo fin avril 1995, à la suite d'une décision commerciale de type moratoire par Disney, pour l'ensemble des œuvres, dénommée Disney Vault.
Rox et Rouky devient disponible en DVD en mai 2000 de la cadre de la collection Collector de Disney qui voit ressortir la plupart des succès du studio sur ce support.
Malgré son faible succès, un long métrage d'animation, intitulé Rox et Rouky 2, est produit pour développer l'histoire et est sorti directement en vidéo en 2006. Cette production est considérée comme la première suite d'un film négligé et se situe durant la jeunesse des deux héros.
En 2011, le film et sa suite sont édités en blu-ray pour les trente ans de Rox et Rouky.

## Analyse
Janet Wasko écrit que la plupart des productions des années 1970, après la mort de Roy Oliver Disney et l'arrivée de Donn Tatum à la direction de Disney, sont des navets et que même ceux qui ont eu le plus de succès comme Robin des Bois (1973), Les Aventures de Bernard et Bianca (1977), Rox et Rouky ou Le Trou noir (1979) n'égalent pas les succès des décennies précédentes. Pour Charles Salomon, les animateurs semblent contents de se répéter, de reproduire les mêmes choses. Leonard Maltin écrit que l'équipe d'animation de Disney est inégalée pour la création de personnages mignons comme le confirment Rox et Rouky quand ils sont renardeau et chiot. Il en va de même pour la capacité du studio à rendre des animaux animés attirants.
Mark Arnold, à la sortie du film, le trouve beaucoup trop mièvre en comparaison des précédentes productions du studio comme Les Aventures de Bernard et Bianca. Plus tard, après l'avoir revu, il change d'avis et trouve le film un peu plus consistant, pas aussi mauvais que les films des années 2000, car il possède du cœur. Il reste toutefois un peu immature, dans le sens où il manque de maturité, avec sa chanson phare Deux bons copains, jugée assez mauvaise. Le film est décevant car le studio produit un long métrage d'animation tous les trois ou quatre ans, et non annuellement comme durant les décennies suivantes et ce n'est clairement pas un événement. Pour David Koenig, le film est caractérisé par le franchissement de deux interdits de l'animation Disney, trop de paroles et pas de vrai méchant. Koenig ajoute que c'est le premier long métrage d'animation Disney n'ayant rien à voir avec Walt Disney et en conséquence le plus à destination des jeunes.

### L'amitié malgré la différence
L'histoire d'origine sur la survie des animaux est transformée par Disney en une fable sur l'amitié. Pour Frank Thomas et Ollie Johnston, Rox et Rouky essaye de mettre en situation deux ennemis naturels qui auraient été amis durant leur enfance. Mais la détérioration d'une amitié à cause de la maturité n'est pas une histoire aussi simple que la confrontation de personnages dans des scènes fortes sans méchant. Pour les deux animateurs, Rouky a été élevé pour être un chasseur tandis que d'instinct, Rox cherche à entrer dans le poulailler et tourmenter le chien de garde. Douglas Brode considère le film comme un exemple de « séparation douce-amère avec un ami trouvé dans la nature pour accepter son rôle dans la société », aussi présent dans Blanche-Neige. Brode associe le film à plusieurs productions de la société Disney où les animaux servent à travers différentes espèces à faire passer un message d'acceptation des autres et d'une meilleure humanité. Pour Brode, la production phare de ce thème est l'attraction It's a Small World que plusieurs films transposent avec des animaux, comme Nomades du Nord (1961), L'Incroyable Randonnée (1963), Le Conte des deux animaux (1977) et Rox et Rouky.
John Grant écrit que certains critiques ont décelé des petites différences, comme un côté plus mature intellectuellement et l'absence de méchant tapageur. Grant considère qu'un des points majeurs du film est l'évocation des amitiés perdues de l'enfance, un sujet plus mature. Grant évoque aussi les changements dans le public et la société et propose de refaire le film en substituant le renard et le chien par des enfants, blanc et de couleur, pour évoquer le racisme, le climat social aux États-Unis étant marqué par des tensions.
Mark Pinsky intitule son chapitre sur le film une « refonte de la nature et de l'éducation » et il écrit que « [le film est] une parabole de l'amitié lutant contre la loi de la nature ». Il note le début sans la traditionnelle ouverture d'un livre de conte, d'un narrateur ou d'une chanson mettant dans l'ambiance. Pour Jeff Kurtti, c'est la traditionnelle fin heureuse qui n'est pas au rendez-vous. Pour Pinsky, le film possède un caractère poignant et une pertinence pour quiconque, noir ou blanc, qui aurait vécu dans le Sud des États-Unis avant la Guerre de Sécession. Dans cette région et à l'époque, il n'est pas rare d'avoir des amis dans l'autre partie de la population, surtout dans les zones rurales où la ségrégation raciale peut être plus dure. Le film utilise les codes de la ségrégation raciale aux États-Unis avec un propriétaire blanc avec l'accent du Sud et des animaux sauvages à l'accent afro-américain comme Big Mama, mais le film lance un message de liberté valable dans de nombreux pays.

### Absence d'antagoniste
Pour David Koenig, il est intéressant de comprendre pourquoi Blanche-Neige et les Sept Nains possède du charme, tandis que Rox et Rouky est une clarification ou gelée culinaire. Selon Koenig, le film possède un aspect encore plus réaliste que Bambi (1942) avec la vie naturelle montrée à hauteur de chiens ou de renards. Les animaux s'expriment mais ne parlent pas ou n'agissent pas comme des humains. C'est en partie dû au travail de recherche de Daniel Mannix, qui a longuement étudié le comportement de ses renards avant l'écriture de son livre. Pour Koenig, l'histoire de Mannix aurait été plus à sa place dans un documentaire de la série True-Life Adventures voire sa déclinaison en docu-fiction True-Life Fantasy. Mannix prend beaucoup de temps dans son livre à décrire les motivations et le comportement des animaux pour s'éloigner de l'anthropomorphisme, évitant de finir par une morale ou une fin heureuse. Fait inhabituel chez Disney, le film ne comporte pas cette fin heureuse. Amy Davis écrit que comme la séquence Pecos Bill de Mélodie Cocktail (1948), le film ne possède pas d'antagoniste ni d'opposition du bien contre le mal.
Pour Koenig, l'amitié, l'histoire avec tous ses angles arrondis et l'absence de mort rendent le film moins réaliste. Le Lexikon des internationalen Films écrit : « Par son rythme et sa proximité avec la nature, une grande partie du film rappelle Bambi. Un film sympathique, quoique moins mémorable, avec un fort appel moral à plus de compréhension, de paix et de coexistence intelligente ».
Koenig remarque quelques erreurs, comme le fait qu'Amos Slade ne ferme pas sa porte durant son voyage pour la chasse durant tout l'hiver, laissant sans surveillance ses poulets. Le chasseur semble recourir au même élevage canin que dans La Belle et le Clochard (1955) car il achète un chiot dans un sac et l'abandonne sans laisse chez lui alors que Chef est attaché au bout d'une corde. Quand le chasseur pénètre dans la forêt protégée pour braconner, il n'a qu'un fusil et une pince coupe-fil mais il fait apparaître deux pièges de son dos puis en dépose au moins trois autres. Plus tard, Rox traverse la forêt en courant au milieu d'une demi-douzaine de pièges et un autre se referme sur le pied d'Amos. De même, le fourré dans lequel la mère de Rox dépose son fils est touffu vu du ciel par Big Mama mais peu dense à hauteur d'homme. Autre détail, le nombre de taches sur le dos de Piqueur varie régulièrement entre cinq à six.
Le personnage d'Amos Slade est plus concerné par la vente de fourrures que par le fait de s'occuper d'un renard en particulier. C'est un vieux bourru mais pas un vrai méchant, laissant Rox en vie après avoir compris l'amitié liant Rox à Rouky. Le seul personnage ayant une part de vice et assez déterminé pour tuer est l'ours, qui devient la menace commune aux deux principaux protagonistes, mais ce n'est qu'une bête sauvage cherchant à protéger son territoire. Thomas et Johnston s'interrogent sur qui est le méchant, s'il s'agit de tout le monde ou de personne.

### Autres axes sociétaux
Dans la période après la mort de Walt Disney, peu de films du studio se consacrent aux thèmes raciaux, des genres ou de l'environnement, mais Rox et Rouky comporte des éléments de pensée envers la nature sauvage. Le film n'explore pas le côté bestial des animaux comme peuvent le faire L'Appel de la forêt ou Croc-Blanc de Jack London. C'est plutôt le côté rural de la forêt qui est abordé par le Rox et Rouky avec des animaux plus domestiques que Bambi, avec qui le film partage une ressemblance superficielle. Pour David Whitley, Rox se rappoche d'un chien, en dehors de son pelage et de son nom. Le studio prend le parti de représenter les animaux sauvages comme de potentiels animaux domestiques, alors qu'à l'époque, selon Ralph H. Lutts, la société américaine s'interroge entre la préservation du mode sauvage et sa domestication.
Amy Davis, dans son étude des femmes dans les productions Disney, note que la veuve Tartine est dépeinte comme une vieille femme vivant seule, à l'aspect réconfortant de grand-mère gagnant sa vie de fermière en vendant du lait, élément très féminin. Le rôle de la veuve Tartine est d'être une source de protection, de sûreté et d'amour pour Rox alors que sa mère a été tuée par un chasseur. Le sujet du film reste les animaux et non pas les humains. Le film associe la femme avec le renard, la nature sauvage mais aussi l'amour et la tendresse tandis que l'homme est associé au chasseur et ses chiens ainsi que la violence, de nombreux éléments ayant une forte valeur symbolique. Amy Davis s'interroge si les associations antagonistes homme-femme mises en place dans le film, prolongées aussi par les personnages animaliers comme Big Mama, sont intentionnelles de la part des équipes de production Disney. La veuve Tartine présente en outre une face miséricordieuse en acceptant de soigner Amos Slade.
Un autre point de réflexion soulevé par le film est, selon Grant, la question de la moralité de la chasse et donc le mouvement anti-chasse. Grant cite l'article de Richard Corliss du Time et ajoute que la dynamique psychologique, en plus de celle purement physique, est une première, une innovation authentique, dans un long métrage d'animation Disney. Selon Grant, le film La Folle Escapade (1978) de Martin Rosen possède aussi une approche cérébrale, et donc cette innovation n'est pas apparue chez Disney.
Le film semble être doux et inoffensif mais la National Stuttering Association (en) porte plainte lors de la sortie du film en vidéo en raison de la mauvaise image des bègues renvoyée par le pic-vert Piqueur. Pinsky évoque également la plainte de Janet Gilmer qui, parmi les nombreuses images subliminales à caractère sexuel détectées dans des films Disney comme Le Roi lion ou La Petite Sirène, voit un doigt d'honneur perpétré par la veuve Tartine,.

### Nouvelle génération d'animateur
La plupart des auteurs sont d'accord sur le fait que le film est la charnière entre deux générations d'animateurs. Pour Thomas et Johnston, Rox et Rouky marque « la fin de la transition entre l'ancienne et la nouvelle génération d'animateurs, période où les plus jeunes peuvent expérimenter leurs propres idées ». Selon Randy Cartwright, le film marque le début du changement. Pour John Grant, beaucoup d'excitation a accompagné la production du film quant à l'espoir de changement, mais finalement peu de choses sont différentes. Le film est moins ambitieux et de qualité inférieure aux grands classiques. Le film est bon mais il n'atteint pas le niveau d'innovation attendu par les critiques. Grant ajoute qu'au contraire, Taram et le Chaudron magique (1985) se voulait innovant mais ne l'a pas été. Avec le côté psychologique, la nouvelle génération pousse les productions vers les années 1980. Les liens avec le passé sont encore fortement présents mais de petits changements apparaissent parfois là où on ne les attend pas. Ainsi, alors que les images d'archives montrant des animateurs Disney qui esquissent des animaux vivants pour Bambi font partie du mythe Disney, pour ce film, les nouveaux animateurs Disney ont recours à des documentaires animaliers comme Le Roi des grizzlis (1970). Après la sortie en demi-teinte du Bossu de Notre-Dame (1996), l'animateur Will Finn précise que Rox et Rouky et Taram et le Chaudron magique ont une particularité que les films de la période suivante n'ont pas eu, celle de ne pas avoir d'échéance fixe et de pouvoir être repoussés.
Pour Mark Arnold, ce film est le premier à profiter pleinement de la nouvelle génération d'animateurs sortis du California Institute of the Arts (CalArts), fondé par Disney en 1961 et installé sur son propre campus en 1977. Selon Arnold, le film marque les « premiers efforts des futurs grands animateurs » de Disney qui ont participé à des films comme La Petite Sirène et La Belle et la Bête, la Renaissance Disney. L'édition DVD contient un documentaire sur cette passation de flambeau, intitulé D’une génération à l’autre. Un processus de reconnaissance des animateurs est entamé avec Robin des Bois, premier film à inclure des assistants animateurs dans les crédits ainsi que cinq assistants-animateurs clé. Bernard et Bianca crédite 15 animateurs et 11 assistants tandis que Rox et Rouky fait figurer au générique 31 animateurs et 22 assistants.
Leonard Maltin écrit que le film confirme l'arrivée de la nouvelle génération d'animateurs mais également que Disney maîtrise toujours le marché de niche des longs métrages d'animation, attaqué par d'autres studios. Cette partie technique est le bon côté du film selon Maltin mais, de l'autre côté, la mauvaise nouvelle est que la conception du film se repose trop sur la formule du mignon, de la comédie et de la personnification, principes tellement utilisés que le film en est discret. Ce recours à cette formule est pour certains observateurs un pas en arrière pour le studio ou une stagnation, même si le public a apprécié le film et est venu en masse le voir. Les espoirs mis dans la nouvelle génération ne sont pas atteints car ces observateurs ne trouvent pas de nouvelles idées, le film étant juste une synthèse des vieilles idées qui fonctionnaient à l'époque de Walt Disney. Maltin se demande si le credo « Qu'aurait fait Walt ? » n'est pas encore présent au sein de la direction de Disney. Les nouveaux animateurs éprouvent encore quelques années difficiles et frustrantes, le temps de prendre de l'expérience et de la confiance en eux. Walt parti et les animateurs qu'il a entraînés et côtoyés n'étant plus disponibles, il devient difficile de saisir l'importance des valeurs qu'il instiguait dans leur travail. Pour Thomas et Johnston, la nouvelle génération se cherche un nouveau style et trouve le rythme de Blanche-Neige et les Sept Nains (1937) trop long malgré la romance et les bonnes chansons. L'un des axes d'améliorations consiste à donner plus d'énergie aux chansons, un autre d'avoir des personnages au caractère plus développé, plus profond mais plus conforme au quotidien. Les méchants avec une seule idée en tête utilisés depuis quarante ans n'ont plus lieu d'être, il faut des méchants plus complexes.
La nouvelle génération d'animateur met quelques années avant d'atteindre un niveau de production de qualité qui sera dénommé le « second âge d'or » ou la « Renaissance Disney. »
Mark Arnold explique que la scène du combat entre Rouky et l'ours est considérée comme l'apothéose du film mais il la voit comme le résultat d'un effort inégal. Pour Maltin, cette séquence supervisée par Glen Keane est un tour de force. Pour Thomas et Johnston, Keane est un jeune animateur qui pense qu'il était plus enthousiasmant d'animer le combat final avec un ours enragé contre ses victimes. Les deux animateurs comparent cette scène avec celle du tyrannosaure et du stégosaure dans Fantasia (1940) dans la séquence Le Sacre du printemps. Keane souhaite montrer un impressionnant conflit dépourvu de méchanceté ou de personnalité qui serait basé sur la puissance brute et les effets visuels dynamiques. Il imagine plusieurs esquisses pour ajouter du danger, du rythme et du spectacle. La scène est développée et allongée pour inclure une chute d'eau embrumée, des vues de la force bestiale et sauvage de l'ours. La scène sert à faire renaître l'amitié entre Rox et Rouky. Arnold trouve que certains plans n'ont pas le bon focus mais qu'ils ont été en partie corrigés dans les éditions vidéo. Thomas et Johnston indiquent que les concepts et esquisses de Glen Keane vont bien au-delà des croquis ordinaires et le positionnent comme l'un des meilleurs réalisateurs de la nouvelle génération. David Koenig écrit que la seule chose qui ressort du film est l'émergence d'une nouvelle génération d'animateurs.
Le film est présenté lors de sa sortie comme le 20e classique d'animation de Disney mais en 1985, lors de la sortie de Taram et le Chaudron magique, il est renuméroté 24e. Pour Maltin, le film représente un effort respectable mais le bilan du studio Disney après plus d'une décennie sans Walt à la barre n'est pas bon. Le seul point positif des années 1980 selon Maltin arrive avec la « géniale » nomination de Tom Wilhite, ancien responsable de la publicité, comme vice-président chargé du développement des films d'animation et de la télévision, malgré ses 27 ans.